# Klemens Wenzel Lothar von Metternich

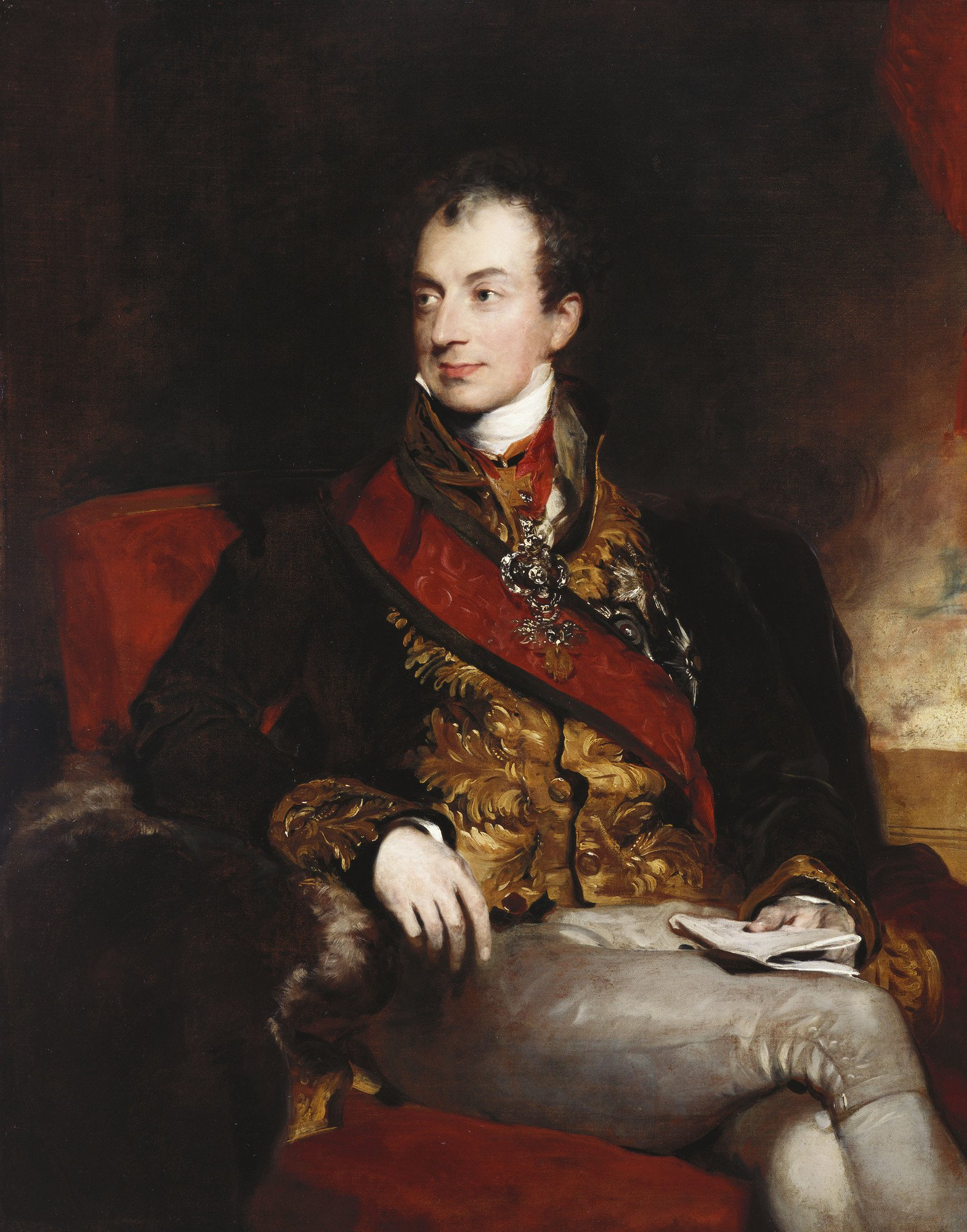
Clemens Wenzel von Metternich (Gemälde von Thomas Lawrence ca. 1820–1825). Metternichs Unterschrift:

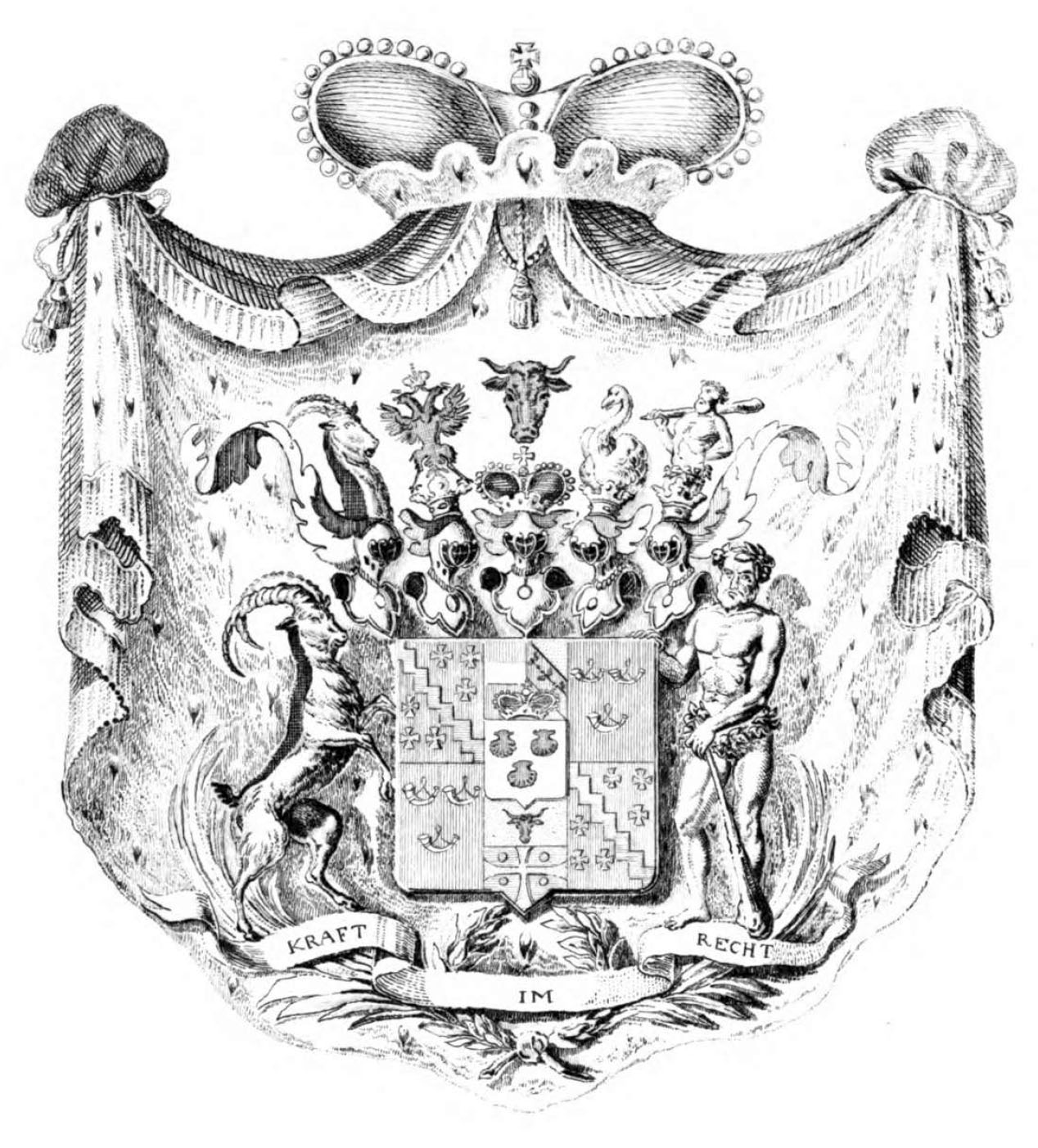
Wappen nach seiner Erhebung zum Fürsten

Klemens Wenzel Lothar von Metternich (vollständig Clemens Wenceslaus Nepomuk Lothar, Fürst, bis 1813 Graf von Metternich-Winneburg zu Beilstein; * 15. Mai 1773 in Koblenz; † 11. Juni 1859 in Wien) war ein österreichischer Diplomat, Politiker und Staatsmann. Zunächst als kaiserlicher bzw. österreichischer Botschafter in Dresden, Berlin und Paris tätig, war er seit 1809 bis zu seinem Sturz im Revolutionsjahr 1848 Außenminister und leitender Minister des Kaisertums Österreich, ab 1821 mit dem Titel Staatskanzler. Ab 1813 stieg Metternich zu einem der führenden Politiker Europas auf und spielte auf dem Wiener Kongress nach dem Sturz Napoleons I. eine maßgebliche Rolle bei der politischen und territorialen Neuordnung des Kontinents im Sinne des Gleichgewichts der Mächte. Als politischer Ausgestalter der Heiligen Allianz der Monarchen Russlands, Österreichs und Preußens stand er in der Restaurations- und Biedermeierzeit für das monarchische Prinzip und bekämpfte die nationalen und liberalen Bewegungen besonders in Deutschland und Italien.

## Leben

### Herkunft und Jugend

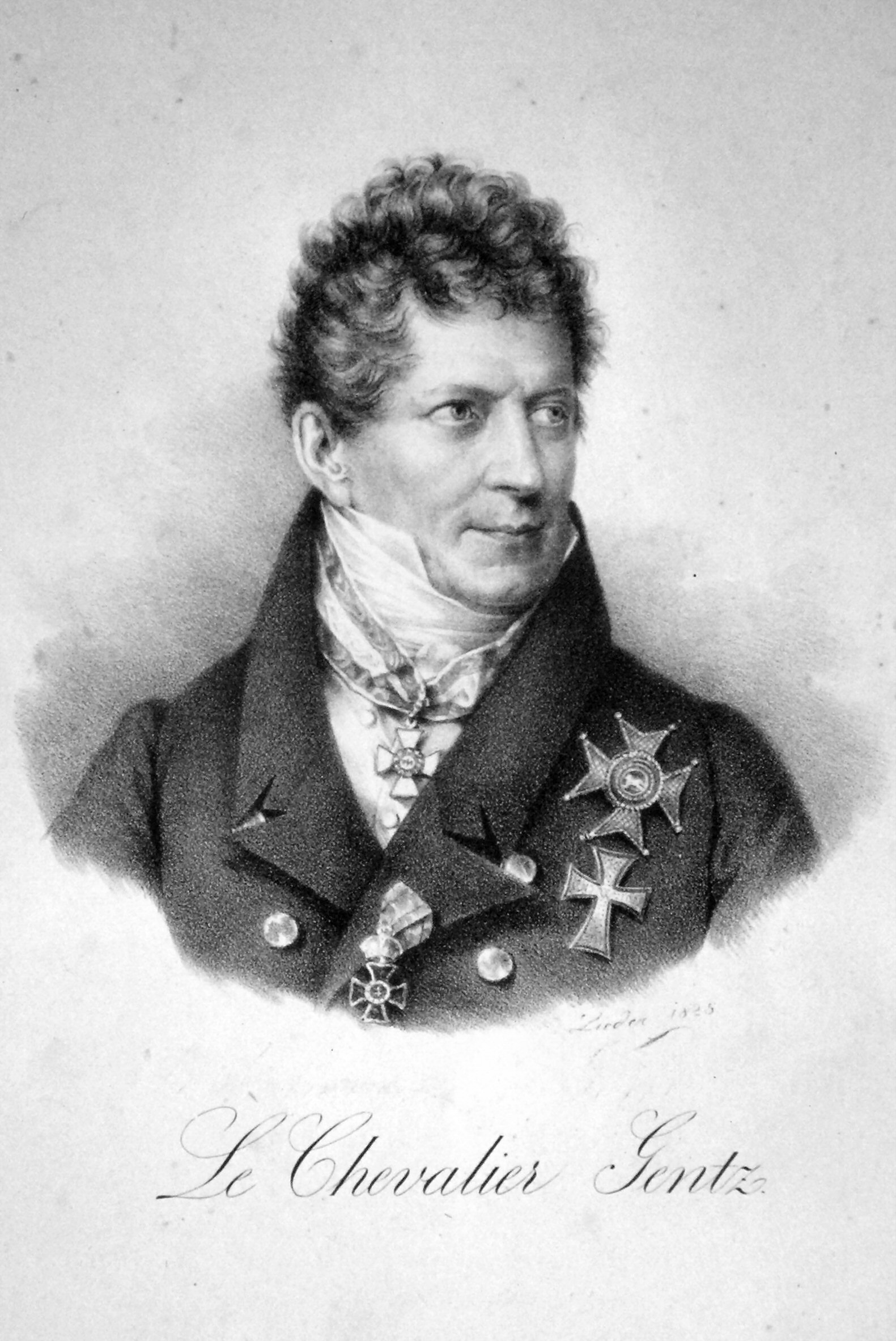
Friedrich von Gentz war ein langjähriger enger Berater und Freund Metternichs.

Klemens Metternich stammte aus der Linie Winneburg und Beilstein des Adelsgeschlechts Metternich. Einer der Stammsitze der weit verzweigten Familiendynastie ist die Winneburg bei Cochem an der Mosel. Die Ruine wurde 1832 von ihm (in Gedenken an seine Familiengeschichte) erworben, aber nicht wieder aufgebaut und niemals von ihm bewohnt. Sein Vater war Franz Georg Karl Graf Metternich-Winneburg-Beilstein (1746–1818), seine Mutter Maria Beatrix Aloisia (geb. Gräfin Kageneck). Der Vater war zunächst Diplomat der Kurfürsten von Trier. Im Jahre 1791 wurde er Minister der österreichischen Niederlande und stand seither als Diplomat in österreichischem Dienst.
Metternich wurde 1773 im Haus Metternich in Koblenz geboren, das damals zum Kurfürstentum Trier gehörte. Er hatte drei Geschwister, die etwas ältere Schwester Pauline und den jüngeren Bruder Joseph. Ein weiterer Bruder, Ludwig, starb, bevor er ein Jahr alt war. Kirche und Religion spielten in seiner frühen Erziehung eine geringere Rolle als der aufklärerische Zeitgeist und der Rationalismus. Früh wurde er mit Voltaire und den französischen Enzyklopädisten vertraut.

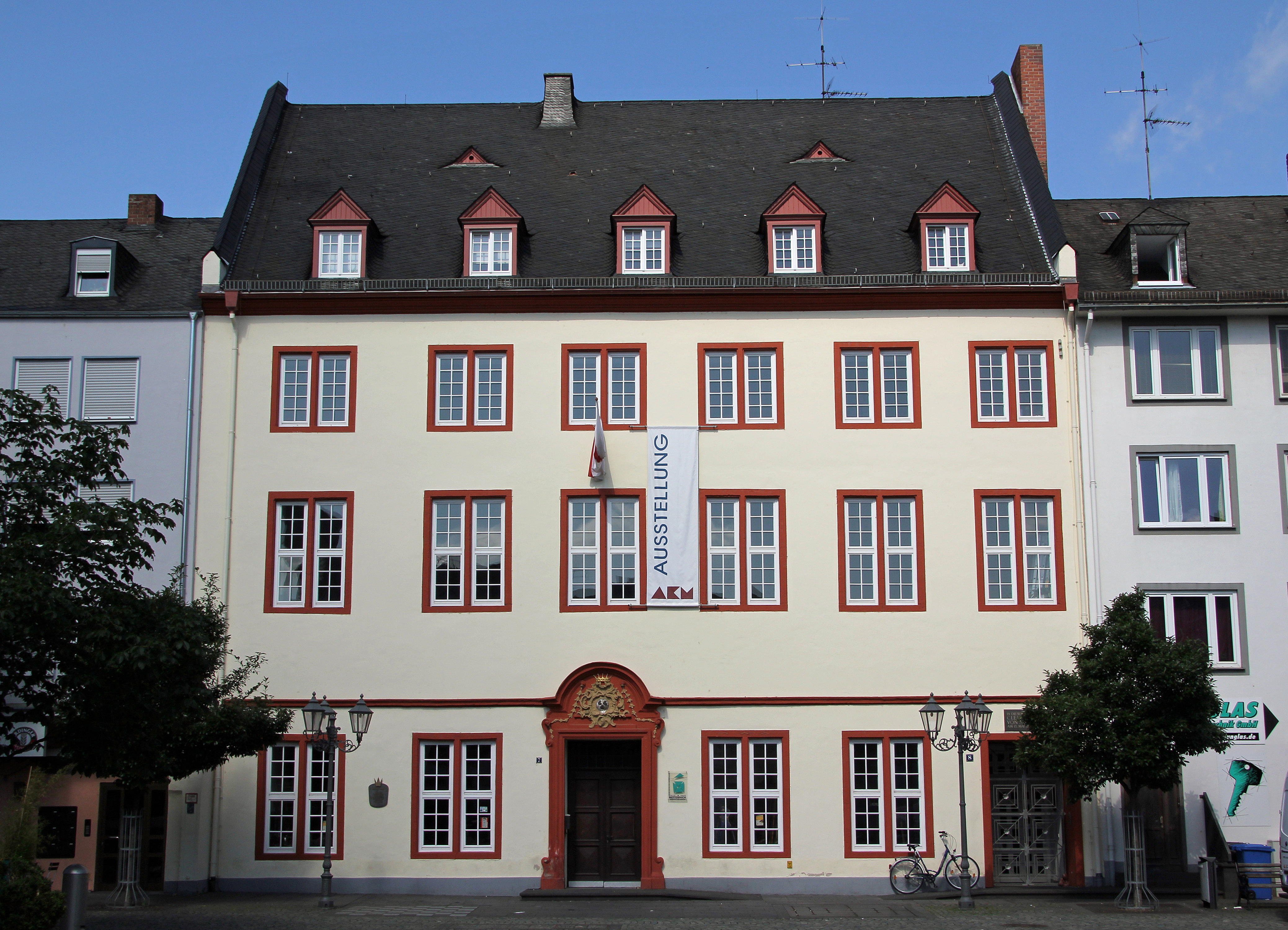
Das Haus Metternich in Koblenz (2011)

Seit dem Alter von dreizehn Jahren wurden die Brüder von zwei Hofmeistern, Johann Friedrich Simon und dem Abbé Ludwig Bertrand Höhn, unterrichtet. Mit ihnen gingen beide 1788 nach Straßburg, um an der dortigen Universität ein Studium der Staatswissenschaften aufzunehmen. Geprägt wurde Metternich dabei von dem Hochschullehrer Christoph Wilhelm von Koch, der neben Metternich zahlreiche weitere spätere Diplomaten wie Charles-Maurice de Talleyrand-Périgord, Benjamin Constant oder Maximilian von Montgelas ausbildete. In Straßburg wurde er auch Mitglied im Gefolge des Prinzen und späteren bayerischen Königs Maximilian von Zweibrücken.
Metternich kam 1790 an den Hof des Mainzer Kurfürsten. Im selben Jahr beteiligte er sich gemeinsam mit seinem Vater als Zeremonienmeister des katholischen Teils des niederrheinisch-westfälischen Reichsgrafenkollegiums an den Feiern zur Krönung Leopolds II. in Frankfurt am Main.
An der Universität Mainz setzte er sein Studium der Rechts- und Staatswissenschaften bis 1794 fort. Die Vorlesungen des Professors Andreas Joseph Hofmann lehnte Metternich wegen dessen revolutionsfreundlicher Ansichten ab. Beeindruckt wurde er dagegen von dem Historiker Nicolaus Vogt, der im Sinne der entstehenden Romantik die große Bedeutung alles geschichtlich Gewordenen betonte. Vogt trat für eine christlich geprägte, europäische res publica ein, in der Deutschland die zentrale Rolle spielen sollte. Für den Bestand dieses Vielvölkergebildes war das Streben nach dem Gleichgewicht der Kräfte ausschlaggebend. Metternich war davon tief beeindruckt und holte Vogt später zeitweise nach Wien. Neben der Universität prägten ihn auch die am Mainzer Hof anwesenden Emigranten im Sinne des Ancien Regimes. Dort baute er auch seine gesellschaftlichen Fähigkeiten aus.
Im Jahr 1792 war Metternich bei der Krönung Franz II. zum Kaiser erneut Zeremonienmeister. Vor dem Vordringen der Revolutionstruppen verließ Metternich Mainz und begab sich zunächst nach Brüssel zu seinem Vater. Im selben Jahr nahm er als Beobachter am Feldzug nach Frankreich teil.
Vermittelt durch seinen Vater begleitete er ohne diplomatische Funktion eine kaiserliche Gesandtschaft nach London. Dort freundete er sich unter anderem mit dem Prince of Wales, dem späteren König Georg IV. an. Auch mit führenden Politikern und mit dem konservativen Vordenker Edmund Burke trat er in Kontakt. Nach den Niederlagen der antifranzösischen Koalition verfasste er 1793 und 1794 zwei Flugschriften. In der zweiten forderte er die Volksbewaffnung in der Nähe der französischen Grenze. Dabei dachte er aber nicht an eine allgemeine Mobilisierung nach Art der Levée en masse, sondern trat aus Angst vor revolutionären Tendenzen in den Unterschichten für die Bewaffnung der besitzenden Bauern und Bürger ein.

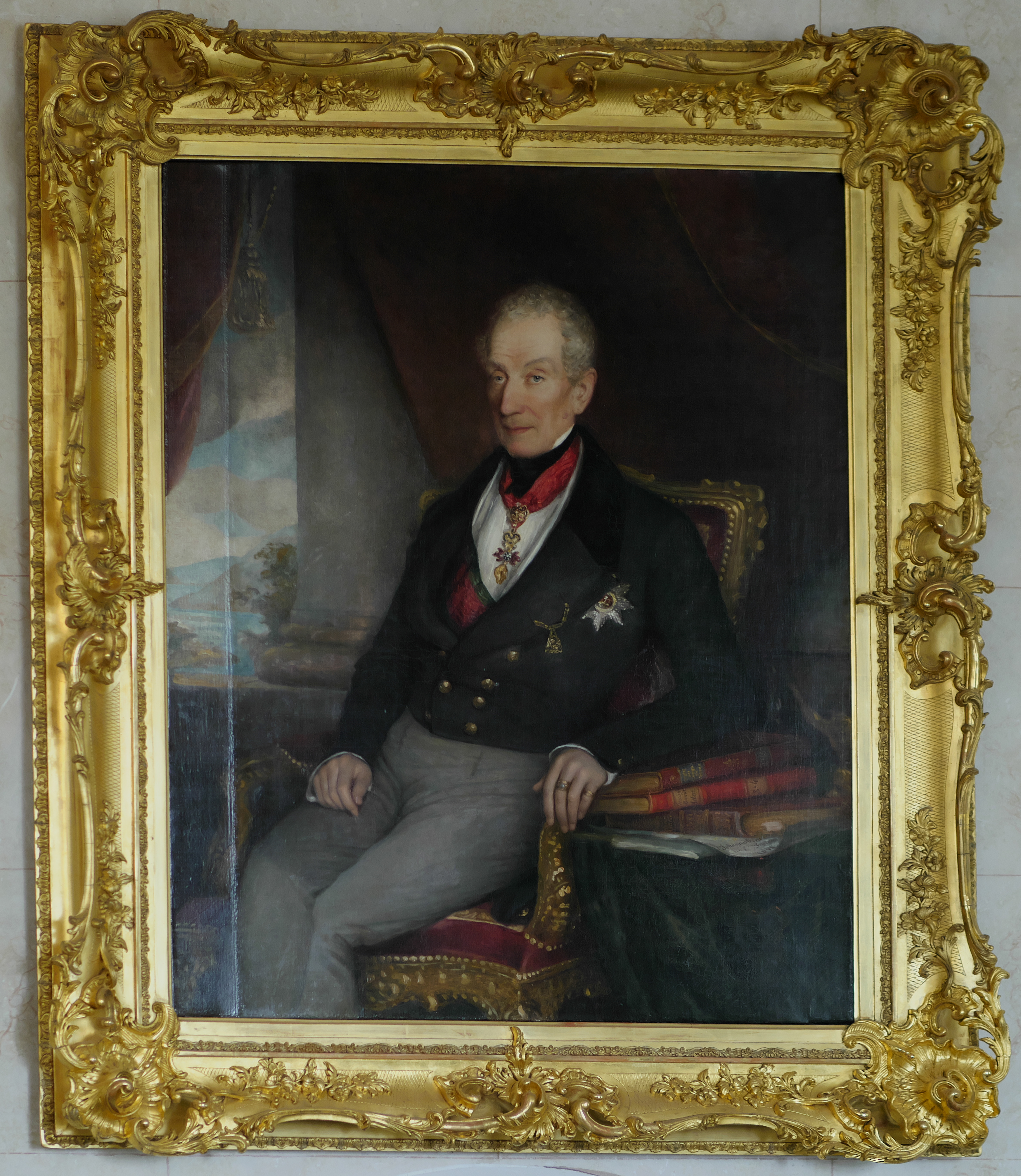
Ölgemälde mit Metternich im Schloss Königswart in Böhmen

Ein tiefer Einschnitt für die Familie Metternich war das Jahr 1794. Mit dem Vormarsch der französischen Revolutionstruppen musste der Vater nicht nur Brüssel verlassen, sondern die Familie verlor ihren gesamten rheinischen Besitz. Übrig blieb lediglich das Schloss Königswart in Böhmen. Erst 1803 wurde der Familie zum Ersatz das Gebiet der Reichsabtei Ochsenhausen überlassen. Metternich stieß von London aus im Jahr 1794 zu seiner Familie in Wien. Dort beschäftigte er sich vorwiegend mit Naturwissenschaften und der Medizin. Beiden Fächern blieb er zeitlebens verbunden und förderte sie. So behielt sich Metternich die Oberleitung der österreichischen Brasilien-Expedition von 1817 bis 1835 vor und finanzierte sie anfangs auch. Die Förderung der Wissenschaften durch Metternich nahm König Friedrich Wilhelm IV. von Preußen zum Anlass, persönlich über die Aufnahme Metternichs als Gründungsritter in den Orden Pour le Mérite für Wissenschaft und Künste zum 31. Mai 1842 zu entscheiden und ihm die Ordensinsignien mit einem Handschreiben zu übersenden.

### Gesandter in Dresden und Berlin
Als Gesandter der westfälischen Grafenbank nahm er zwischen 1797 und 1799 am Rastatter Kongress teil. Sein Vater war dort Leiter der Gesandtschaft des Reiches. Die dort gesammelten Erfahrungen prägten Metternichs Weltbild weiter aus. Er war davon überzeugt, dass die Deutschen keine Anlagen zur nationalen Einheit hätten. Seine Perspektive war europäisch und antirevolutionär. Das zentrale Ziel war, das durch die französische Expansion zerstörte Gleichgewicht der Mächte wiederherzustellen.
Den eigentlichen Beginn von Metternichs politischer Karriere verdankte er vor allem der Protektion von Eleonore von Liechtenstein, einer Verwandten seiner ersten Frau Marie-Eleonore von Kaunitz-Rietberg, Enkelin des österreichischen Staatskanzlers Wenzel Anton Fürst von Kaunitz-Rietberg. Wie zuvor schon seinem Vater ermöglichte sie auch ihm, als Diplomat in österreichische Dienste zu treten. Ohne dass er sich zuvor in untergeordneten Positionen bewährt hatte, wurden ihm 1801 – achtundzwanzigjährig – gleich mehrere Missionsposten angeboten. Metternich entschied sich für die Stelle eines Gesandten in Dresden. Neben seinen nicht besonders anspruchsvollen Aufgaben nutzte Metternich die Zeit für eine Affäre mit Katharina Bagration. Aus der Beziehung ging eine Tochter, Clementine, hervor. In dieser Zeit kam er auch mit den eher konservativen Theoretikern Adam Müller von Nitterdorf und Friedrich Gentz in Kontakt. In Dresden verfasste Metternich eine Denkschrift mit dem Titel „Instruktionsentwurf für den Gesandten in Dresden“. Darin führte er erstmals den Gedanken aus, nur ein starkes Österreich könne das europäische Gleichgewicht auf Dauer garantieren.
Im Jahre 1803 wechselte er als österreichischer Gesandter nach Berlin. Zwar wurde er von Friedrich Wilhelm III. und Königin Louise freundlich aufgenommen, aber die diplomatischen Aufgaben waren hier schwieriger. Der Versuch Metternichs, Preußen an Österreich und an eine antinapoleonische Koalition zu binden, scheiterte zunächst an der Neutralitätspolitik der Regierung. Zu den Reformkräften um Hardenberg und Stein fand Metternich nur wenig Zugang. Im Jahre 1805 gelang es Metternich, eine Art Bündnisvertrag mit Preußen auszuhandeln, doch durch die Niederlage Österreichs und Russlands in der Schlacht bei Austerlitz war der Vertrag wertlos geworden. Seine Einschätzung der politischen Zustände Preußens war ausgesprochen negativ, und er sagte dem System einen baldigen Untergang voraus. In Berlin hörte Metternich auch Vorlesungen von Johann Gottlieb Fichte und August Wilhelm Schlegel, die ihn beeindruckten.

### Botschafter in Paris
Nach dem Pressburger Frieden 1805 standen Metternich erneut mehrere Optionen offen. Sowohl Zar Alexander I. von Russland als auch Kaiser Napoleon wollten ihn als Gesandten Österreichs an ihren Hof holen. Metternich entschied sich für Frankreich, da er diesen Posten für wichtiger hielt. Dazu schrieb er später: „Napoleon erschien mir als die Fleisch gewordene Revolution, während ich in der Macht, die ich bei ihm zu vertreten hatte, die sicherste Hüterin der Grundlagen erblickte, welche allein die allgemeine Ruhe und das politische Gleichgewicht verbürgen.“

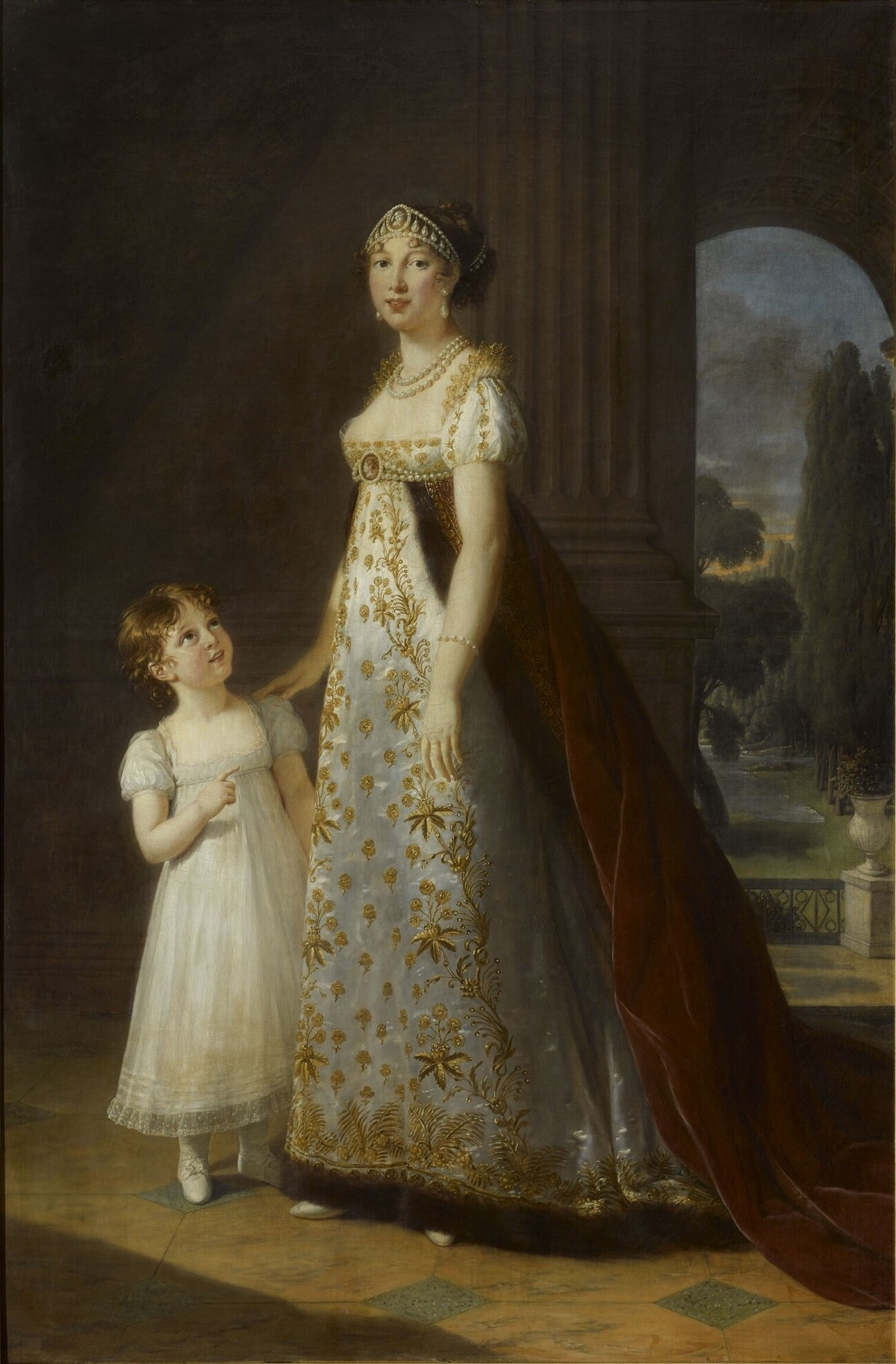
Caroline Bonaparte mit ihrer Tochter Laetitia (Gemälde von Élisabeth Vigée-Lebrun von 1807)

Der offizielle Amtsantritt verzögerte sich aus verschiedenen Gründen. Als Metternich 1806 in Paris ankam, hatte Franz II. die Krone des Heiligen Römischen Reiches niedergelegt und Napoleon hatte den Rheinbund gegründet. Weil Metternich erkannte, dass Napoleon nach dem Frieden von Pressburg übermächtig war, sah er es als seine Aufgabe an, die Beziehungen zwischen Österreich und Frankreich zu entspannen. Dabei kam ihm zur Hilfe, dass sich der Kaiser nunmehr gegen Preußen und Russland wandte. Um Österreich nicht auch in Gefahr zu bringen, plädierte er für eine Politik der Anpassung und des Abwartens.
Wie schon in Dresden und Berlin glänzte Metternich, in Paris „le beau Clement“ genannt, als Grandseigneur auch auf dem gesellschaftlichen Parkett. Einige Autoren wie Karl Otmar von Aretin beschreiben ihn in dieser Zeit wenig freundlich als „zügellosen Lebemann“. Mit Caroline, der Schwester Napoleons und Gattin von Joachim Murat, hatte er eine über Jahre anhaltende Affäre. Auch mit der Frau von Andoche Junot und mit zahlreichen weiteren Damen unterhielt er zu dieser Zeit amouröse Beziehungen. Diese nutzte er auch als Gelegenheit, um sich schwer zugängliche Informationen zu beschaffen.
Nach außen hin als Lebemann agierend, begann er sich in seiner Pariser Zeit zu einem ernsthaften Politiker konservativer Prägung zu entwickeln. Er knüpfte nicht nur enge Beziehungen zu wichtigen französischen Politikern wie Joseph Fouché und Charles-Maurice de Talleyrand-Périgord, die ihm in der Zukunft noch von Nutzen sein sollten, sondern lernte auch die politische Bedeutung der Presse kennen. Er schrieb in einem Brief: „Die öffentliche Meinung ist, wie die Religion, das stärkste Machtmittel, das selbst in den verborgensten Winkel dringt, wo Regierungsanweisungen jeden Einfluss verlieren.“
Außerdem lernte er in dieser Zeit den Charakter Napoleons kennen. Allerdings schätzte er die politische Lage, beeinflusst durch seine Beziehungen zu Oppositionskreisen des alten Adels, in wichtigen Aspekten falsch ein. Die Bedeutung des spanischen Aufstandes für das System wurde von Metternich überschätzt. Er sprach sich für militärische Aktionen Österreichs gegen Frankreich aus, da Napoleon im spanischen Krieg gebunden, die Bevölkerung kriegsmüde und Napoleon selbst in der eigenen Familie isoliert sei. Damit lieferte er der Kriegspartei um Johann Philipp von Stadion Argumente für eine Kriegserklärung und war im Hintergrund maßgeblich am Ausbruch des Krieges von 1809 beteiligt. Als der Krieg ausbrach, kehrte Metternich nach Wien zurück. In dieser Zeit schien er sich zeitweise neueren nationalen Ideen angenähert zu haben und plädierte für einen Volkskrieg gegen Napoleon ähnlich wie in Spanien. Als sich die Niederlage abzuzeichnen begann, sprach sich Metternich dann aber rasch für die Beendigung des Krieges aus.

### Leiter der Außenpolitik in Wien

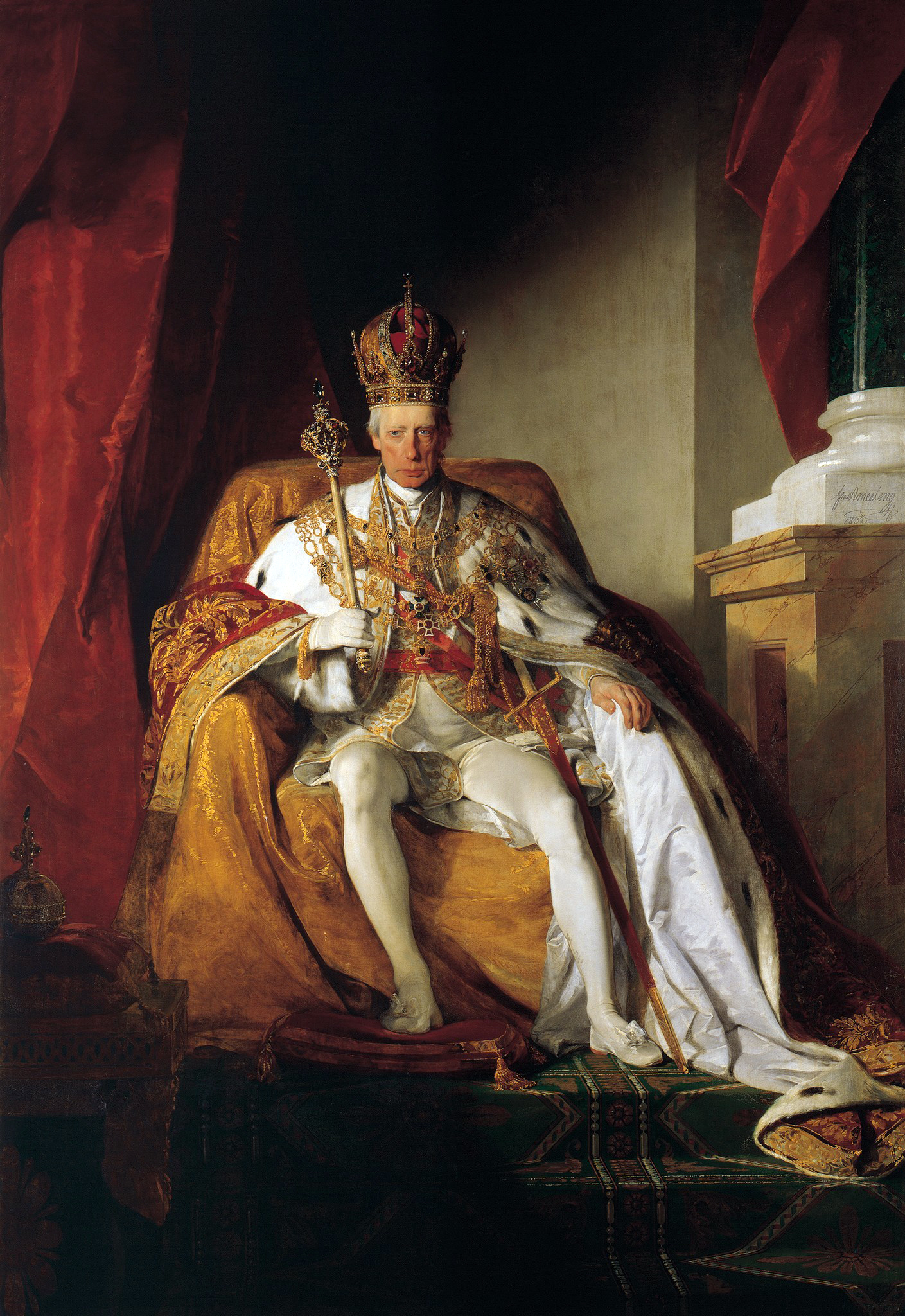
Franz I. mit den Insignien des Kaisertums Österreich (1832 von Friedrich Amerling gemalt)

Nach der Niederlage Österreichs übernahm Metternich am 8. Oktober 1809 das Außenministerium und die Leitung der Staatskanzlei und leitete seither die Außenpolitik des Kaiserreichs Österreich. Franz I. vertraute Metternich nun völlig, weil er überzeugt war, dieser habe durch sein politisches Geschick eine mögliche Zerschlagung des österreichischen Reiches durch Napoleon 1809 verhindert. Aus taktischen Gründen trat Metternich erneut für eine Annäherung an Frankreich ein. Er schrieb dazu noch vor Abschluss des Friedensvertrages:

„Welches immer die Bedingungen des Friedens sein werden, das Resultat wird immer darauf hinauslaufen, dass wir unsere Sicherheit nur in unserer Anschmiegung an das triumphierende französische System suchen können. […] Wir müssen also vom Tage des Friedens an unser System auf ausschließliches Lavieren, auf Ausweichen, auf Schmeicheln beschränken. So allein fristen wir unsere Existenz vielleicht bis zum Tage der allgemeinen Erlösung. Uns bleibt demnach nur ein Ausweg: Unsere Kraft auf bessere Zeiten aufzuheben, an unserer Erhaltung durch sanftere Mittel – ohne Rückblick auf unseren bisherigen Gang – zu arbeiten.“

In diesem Sinne handelte Metternich, als Napoleon Interesse an der Heirat einer österreichischen Kaisertochter zeigte. Unterstützt von seiner Frau, die in Paris zurückgeblieben war, war Metternich einer der Hauptbeteiligten bei der Anbahnung der Vermählung Marie-Louises mit Napoleon. Er war es, der den Widerstand der Prinzessin gegen eine solche Verbindung brach. Allerdings führte dies letztendlich doch nicht zu den gewünschten Erleichterungen, etwa im Hinblick auf die österreichischen Kriegsschulden.
Obwohl Metternich nach seiner Rückkehr in Wien sowohl in der Öffentlichkeit als auch in der Hofgesellschaft auf Ablehnung und Widerstände stieß, konnte er sich als Minister behaupten. Wie seine Denkschriften aus der Zeit zwischen 1810 und 1812 zeigen, gründete seine Politik auf der Überzeugung, Napoleons Herrschaft sei ein vorübergehendes Phänomen, das letztlich an den eigenen Widersprüchen scheitern müsse. Die österreichische Politik müsse eine abwartende Haltung einnehmen, da der Zeitpunkt dieses Zusammenbruchs nicht vorauszusagen sei. Vorerst lag Metternichs Ziel darin, so viel politischen Spielraum wie möglich gegenüber Napoleon zu bewahren. Ein diplomatischer Erfolg war dabei der Bündnisvertrag vom 14. März 1812. Während Friedrich Wilhelm III. von Preußen einen ungleichen, sein Land und seine Position knebelnden Vertrag eingehen musste, erreichte Metternich einen Bündnisvertrag mit Frankreich, in dem Franz I. als ein Napoleon gleichgestellter Partner auftreten konnte. Weder musste sich Österreich dem Rheinbund anschließen noch wurde es direkt in das napoleonische Staatensystem einbezogen. Gleichzeitig war Österreich in dieser Zeit vor möglichen Angriffen Napoleons sicher, und Metternich konnte sich alle weiteren Handlungsoptionen offenhalten.
Innenpolitisch plädierte Metternich noch 1811 für einen föderalen Aufbau der Habsburgermonarchie. Damit stieß er bei Franz I. auf Widerstand und gab diese Pläne auf. In dieser Zeit verstärkten sich bei Metternich auch seine Vorbehalte gegen alle Volksbewegungen, die er als Bedrohung für den Bestand des österreichischen Vielvölkerstaates ansah. Angelehnt an Gentz vertrat er seither die Idee des europäischen Gleichgewichts als höchste Maxime der Staatsraison.
Zu Beginn des Russlandkrieges war Metternich noch überzeugt, Russland werde die Auseinandersetzung verlieren. Durch den Krieg, meinte er, würden jedenfalls beide Seiten geschwächt, was die Position Österreichs nur stärken könne. Einer Beteiligung Österreichs an Napoleons Krieg konnte sich Metternich nicht völlig entziehen; es gelang ihm aber, dem österreichischen Kontingent die Operationsfreiheit als eigenständiger Verband zu sichern, sodass diese Truppen unter Karl Philipp zu Schwarzenberg am 30. Jänner 1813 einen separaten, unbefristeten Waffenstillstand mit den Russen vereinbaren konnten.

### Aufstieg zum führenden Staatsmann Europas
Nach Napoleons Niederlage in Russland hatte Metternich im Frühjahr 1813 eine politische Schlüsselfunktion inne. Preußen und Russland hatten zwar im Vertrag von Kalisch ein Bündnis geschlossen, eine Entscheidung für eine Weiterführung des Krieges war aber noch nicht getroffen. Die Entscheidung hing davon ab, wie sich Österreich positionierte. Da Metternich nach wie vor auch eine russische Übermacht verhindern wollte, zögerte er die Entscheidung für oder gegen die Koalition lange hinaus. Dabei spielten verschiedene Gründe eine Rolle. Zunächst wollte er die österreichischen Rüstungen abschließen, außerdem wollte er den Krieg aus österreichischen Ländern fernhalten und zögerte auch, den formellen Bündnisvertrag mit Frankreich zu brechen. Einen unter Beteiligung höchster Kreise in Wien geplanten Volksaufstand in den Alpenländern von Tirol bis in die Schweiz ließ Metternich niederschlagen und die Initiatoren verhaften, da dies seine Kabinettspolitik störte.
Ein weiterer Grund für die zögernde Haltung Metternichs war, dass er den Charakter des Krieges bestimmen wollte. Nach seinen Vorstellungen sollte Österreich nicht einfach nur Teil der Koalition werden, sondern die sie bestimmende Ordnungsmacht. Ein Volkskrieg mit dem Charakter einer nationalen Erhebung widersprach Metternichs Absichten. Um die Begeisterung während der Befreiungskriege zu begrenzen, war Metternich bestrebt, den Feldzug in einen dynastischen Krieg zu verwandeln. Sein Ziel war die Wiederherstellung des europäischen Gleichgewichts und der legitimen Ordnung. Machtpolitisch ging es Metternich auch darum, eine mögliche Hegemonie Russlands zu verhindern. Daher wollte er Preußen so weit stärken, dass es nicht vom östlichen Nachbarn abhängig würde, und aus diesem Grund musste auch Frankreich als europäische Großmacht erhalten bleiben. Außerdem galt es zu verhindern, dass aus Deutschland und Italien Nationalstaaten würden, weil dies die Stabilität des österreichischen Vielvölkerstaates gefährdet hätte.

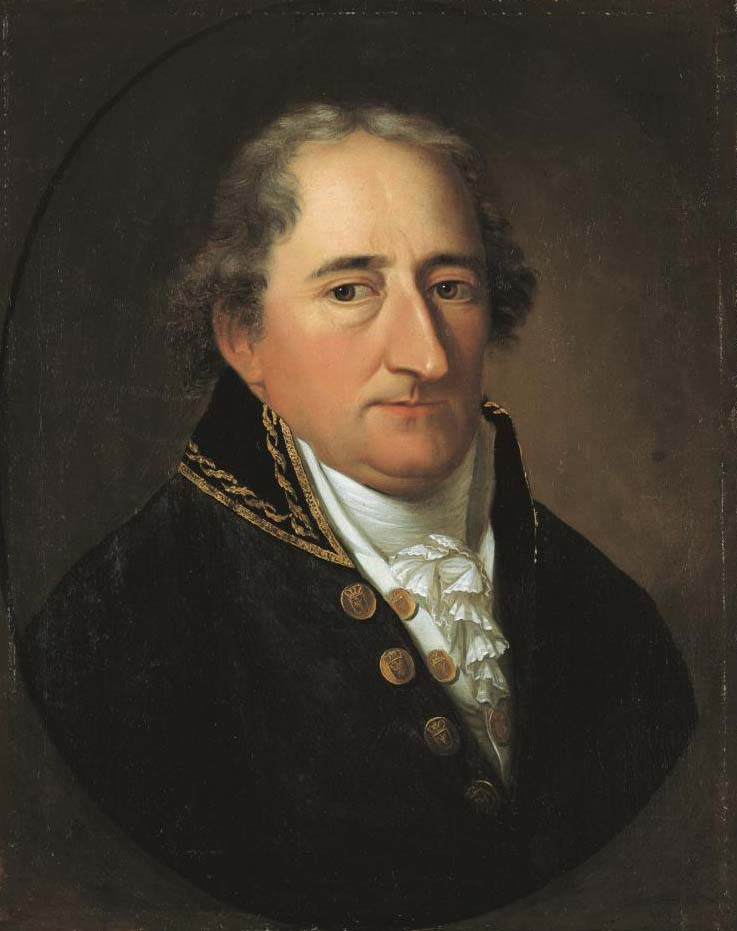
Während des Krieges von 1813 setzte sich Metternich mit seinen Neuordnungsplänen gegen Karl Freiherr vom Stein durch (Gemälde von Johann Christoph Rincklage).

Ohne den Seitenwechsel zunächst äußerlich zu vollziehen, löste Metternich das Kaisertum Österreich nach und nach aus dem Bündnis mit Frankreich und ging über die Zwischenstufen der Neutralität und diplomatischen Vermittlerrolle zur antinapoleonischen Koalition über. Am 4. Juni 1813 vermittelte er den Waffenstillstand von Pläswitz. Es gelang ihm, die Koalition zur Annahme seiner Kriegsziele zu bringen. Im Vertrag von Reichenbach vom 17. Juni 1813 sagte er den Beitritt zur Koalition zu, wenn Napoleon nicht auf die von Metternich ausgearbeiteten Friedensbedingungen eingehen würde. Bei einem Treffen am 26. Juni 1813 in Dresden scheiterte der Versuch, Napoleon zu Zugeständnissen in Polen, Preußen, Norddeutschland und Illyrien zu bewegen. Metternich versuchte in dem neunstündigen Zwiegespräch, zwischen den Allianzen zu vermitteln, unterbreitete den Vorschlag eines Rückzuges Frankreichs auf die Grenzen von 1792 und die Auflösung des Rheinbundes, verwies auf die enorme Kriegsgefahr und besonders auf die drohenden weiteren Opfer der Kriege, die bis dahin schon Tausende das Leben gekostet hatten. Napoleon ging aber auf die Vorschläge nicht ein („Ein Mann wie ich schert sich wenig um das Leben einer Million Menschen“). Österreich trat daher am 11. August 1813 in den Krieg ein, und im Bündnisvertrag von Teplitz vom 9. September wurde, ganz den Zielen Metternichs entsprechend, als Kriegsziel die Wiederherstellung des europäischen Gleichgewichts festgelegt. Aus diesem Anlass verlieh ihm der preußische König Friedrich Wilhelm III. am 13. September 1813 den Schwarzen Adlerorden. Metternich war es gelungen, Österreich zum Zentrum der Koalition und sich selbst zum ausschlaggebenden Politiker zu machen.
Seine Position war so stark, dass er eigenmächtig den Waffenstillstand von Pläswitz vom 10. Juli verlängern konnte. Metternich arrangierte außerdem die letztlich ergebnislose Friedenskonferenz in Prag. Nach dem Ablauf eines letzten Ultimatums ging der Krieg nunmehr mit Unterstützung Österreichs weiter. Durch sein Taktieren gelang es ihm, den österreichischen General Karl Philipp zu Schwarzenberg zum Oberkommandierenden der Koalitionstruppen zu avancieren. Unmittelbar nach der Völkerschlacht bei Leipzig erhob Kaiser Franz I. Metternich im Schloss zu Rötha in den Fürstenstand.
In der Folge sorgte seine Diplomatie im Hintergrund maßgeblich dafür, dass die Rheinbundstaaten von Napoleon abfielen. Für die politische Struktur Deutschlands im 19. Jahrhundert von zentraler Bedeutung war dabei der Vertrag von Ried vom 8. Oktober 1813 zwischen dem Kaisertum Österreich und dem Königreich Bayern. Für den Anschluss an die Alliierten garantierte Österreich den Bestand und die Souveränität Bayerns. Damit erkannte der österreichische Kaiser die von Napoleon geschaffenen Staaten in Süddeutschland an. Der Vertrag von Ried war daher eine wichtige Voraussetzung für die Entstehung des Deutschen Bundes. Gleichzeitig wollte Metternich Bayern durch diesen Vertrag stärker an Österreich binden. Es folgten ähnliche Verträge mit anderen Rheinbundstaaten. Damit verhinderte Metternich die vom Freiherrn vom Stein geforderte Zerschlagung der Rheinbundstaaten. Steins Zentralverwaltungsdepartement konnte damit nicht zur Basis einer neuen deutschen Staatlichkeit werden.
Nach der Verdrängung Napoleons aus Deutschland wurde über das weitere Vorgehen in der Koalition gestritten. Metternich plädierte im Interesse des politischen Gleichgewichts dafür, den Rhein nicht zu überschreiten, die „Falken“ um Stein und die Mehrheit des preußischen Militärs, aber auch die nationale Publizistik etwa von Ernst Moritz Arndt verlangten dagegen den Marsch auf Paris. Gebhard Leberecht von Blücher urteilte: „Der Metternich, der Millionenhund, der Schuft, welcher gehenkt zu werden verdient, hat euch alle an der Leine und Leitseil, Schwerenot!“ Nachdem ein erneuter Versuch Metternichs, Napoleon zum Einlenken zu bewegen, gescheitert war (siehe Frankfurter Memorandum), überschritten die Koalitionstruppen den Rhein. Auch weiterhin gab es Konflikte unter den Verbündeten über das militärische Vorgehen, aber auch über die zukünftige Ordnung in Frankreich. Während Metternich zunächst dafür eintrat, Napoleon im Amt zu belassen, schlug Zar Alexander I. vor, den schwedischen Kronprinzen Bernadotte zum französischen Herrscher einzusetzen. Schließlich einigte man sich auf die bourbonische Restauration unter Ludwig XVIII. Zeitweise drohte die Koalition auseinanderzubrechen; nur mit Mühe gelang es Metternich und dem britischen Außenminister Castlereagh, die Spannungen zu überbrücken. Zwar marschierten die Alliierten Ende März 1814 in Paris ein, aber der erste Pariser Friede vom 30. Mai 1814 war – wie von Metternich gewünscht – für Frankreich milde und beschädigte nicht dessen Position als europäische Großmacht.

### Wiener Kongress

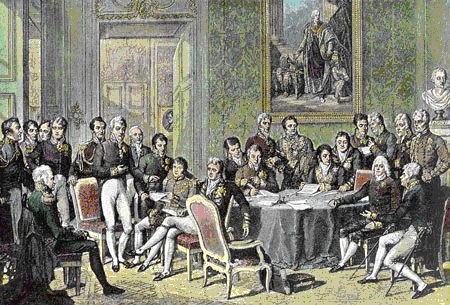
Delegierte des Wiener Kongresses in einem zeitgenössischen Kupferstich (koloriert) von Jean Godefroy nach dem Gemälde von Jean-Baptiste Isabey

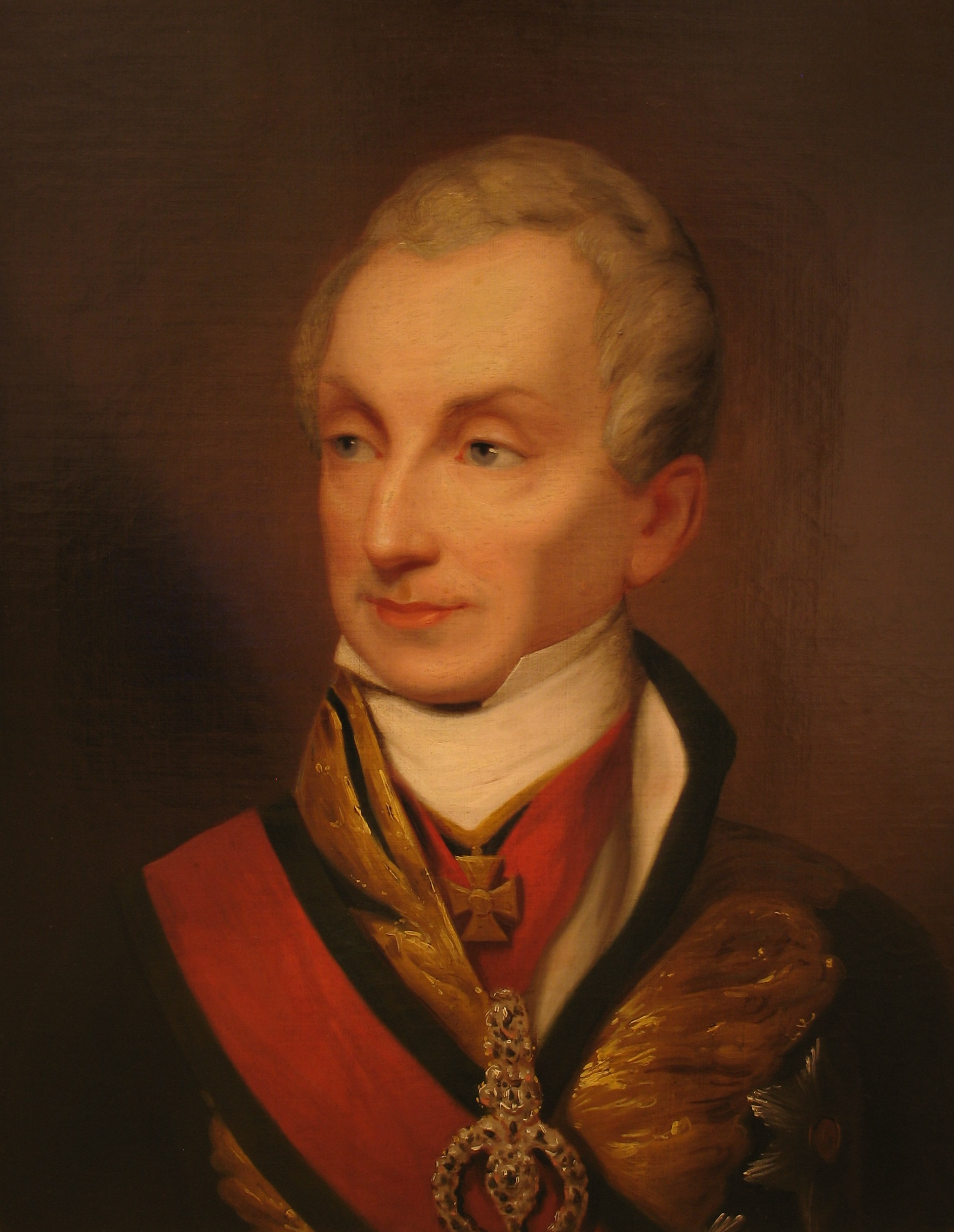
Fürst Metternich (um 1835/40, Porträt eines unbekannten Meisters; Heeresgeschichtliches Museum, Wien)

Metternich war die dominierende Person auf dem Wiener Kongress zur Neuordnung Europas. Machtpolitisch hatte für ihn das Gleichgewicht der Kräfte eine zentrale Bedeutung. Zusammen mit dem britischen Außenminister Castlereagh wandte er sich gegen eine entscheidende Schwächung Frankreichs, da er dieses Land als Gegengewicht zu Russland ansah. Tatsächlich wurden Talleyrand als Vertreter Frankreichs und der Marqués von Labrador als Vertreter Spaniens im November 1814 neben den Gesandten Österreichs, Russlands, Preußen und Großbritannien in den entscheidenden Ausschuss aufgenommen. Damit war Frankreich nicht mehr Feind, sondern Partner der Neuordnung.
Letztlich sollte Österreich zur entscheidenden Macht auf dem Kontinent werden. Metternichs Ziel war die Bildung eines deutschen und eines italienischen Staatenbundes, in deren Rahmen jeweils Österreich die Führungsmacht werden sollte. Seinen anfänglichen Plan, in Deutschland ein erbliches Kaisertum zu installieren, gab er bald wieder auf, da dies die österreichisch-preußischen Spannungen verstärkt hätte. Einen von Karl Freiherr vom Stein und Wilhelm von Humboldt ausgearbeiteten Verfassungsentwurf für Deutschland strich er massiv zusammen, weil er meinte, der geplante Bund sollte zunächst nur als lockerer Rahmen verwirklicht werden, den man später weiter ausbauen könne. Um die Debatte um die Zukunft Deutschlands zu beschleunigen, berief Metternich einen deutschen Ausschuss aus Vertretern der größeren deutschen Staaten ein. Die Einigung schien bereits greifbar, als Metternich die Beratungen am 18. November 1814 zunächst aussetzte.
Grund waren tiefgreifende Konflikte zwischen den Großmächten. Um die Position Österreichs insbesondere gegenüber Russland und dem mit diesem verbündeten Preußen zu sichern, widersetzte sich Metternich dem russischen Wunsch nach der Herrschaft über Polen und dem preußischen Ziel einer Übernahme Sachsens. Dies führte am 24. Oktober 1814 zu einer heftigen Auseinandersetzung mit Alexander I. In der Folge drohte die Allianz auseinanderzubrechen. Daraufhin kam es zu einem geheimen Bündnis zwischen Österreich, Frankreich und Großbritannien. Bei der Überwindung der Krise spielte der britische Außenminister Castlereagh eine wichtige Rolle. Schließlich einigte sich der Kongress auf einen Kompromiss, der die Schaffung Kongresspolens, die Teilung Sachsens und die Westverlagerung Preußens vorsah.
Die Nachricht von der Rückkehr Napoleons verschaffte Metternich wieder mehr Spielraum zur Durchsetzung seiner im Interesse Österreichs liegenden Ordnungsvorstellungen. Zwar verzichtete Österreich auf die ehemals niederländischen Besitzungen, dafür setzte sich Metternich aber hinsichtlich der Neuordnung in Deutschland, wenn auch unter Verzicht auf ein erbliches Kaisertum, durch. Unter Erhaltung der süddeutschen Rheinbundstaaten entstand mit dem Deutschen Bund ein Staatenbund, in dem Österreich als Präsidialmacht die ausschlaggebende Rolle spielte. Die Realisierung anderer Vorstellungen – etwa eine Rekonstruktion des alten Reiches oder die Schaffung eines deutschen Nationalstaates – wurde nicht zuletzt durch Metternich verhindert. Auch die Deutsche Bundesakte entsprach ganz dem Wunsch Metternichs, nur einen groben Rahmen festzulegen, der später in Verhandlungen weiter präzisiert werden konnte.
Allerdings scheiterte Metternich mit seinem Versuch, einen italienischen Staatenbund zu schaffen. Mit der Schaffung des mit dem österreichischen Kaiser in Personalunion verbundenen Königreiches Lombardo-Venetien und der Vergabe weiterer italienischer Staaten an Mitglieder des Kaiserhauses wurde aber immerhin die österreichische Vorherrschaft in Italien zunächst gesichert.
Nach der endgültigen Niederlage Napoleons und dem zweiten Pariser Frieden vom 20. November 1815 führte die gemeinsame Politik von Metternich und Castlereagh dazu, dass die vier großen verbündeten Mächte Russland, Preußen, Österreich und Großbritannien ihr Bündnis (Quadrupelallianz) erneuerten. Man plante, zukünftig regelmäßige Konferenzen abzuhalten, um etwaige Konflikte auf dem Verhandlungswege beizulegen.
Zwar bedeuteten die Ergebnisse des Kongresses keine Wiederherstellung des vorrevolutionären Zustands, gleichwohl war es Metternich gelungen, die nationalstaatlichen und liberalen Ideen zu Gunsten des monarchischen Prinzips vorerst zurückzudrängen. Damit wurde er zum maßgeblichen politischen Gestalter der Restaurationszeit.
Fürst von Metternich erhielt 1816 nach dem Wiener Kongress auf eigenes Betreiben die Domäne Schloss Johannisberg aus den Händen von Kaiser Franz I. zum Geschenk. Dort verbrachte er im Sommer häufig mehrere Wochen. 1818 erhielt Metternich in der Nachfolge seines Vaters auch den Titel eines Herzogs von Portella.

### Württembergischer Standesherr
Seit dem Tod seines Vaters im Jahre 1818 war Metternich mediatisierter Fürst von Ochsenhausen und als solcher virilstimmberechtigtes Mitglied in den württembergischen Ständeversammlungen des Jahres 1819, an deren Ende die Annahme der Verfassung des Königreichs Württemberg stand. Zu den Sitzungen in Stuttgart kam Metternich nicht persönlich, sondern ließ sich durch Klemens zu Salm-Reifferscheidt-Krautheim (1776–1830) vertreten. Von 1820 bis 1825 war Metternich Mitglied der Ersten Kammer der Württembergischen Landstände, blieb den dortigen Landtagen jedoch stets fern. 1825 verkaufte Metternich die Besitzungen der Standesherrschaft Ochsenhausen für 1,2 Millionen Gulden an den württembergischen Staat und schied damit für sich und seine Nachkommen aus der Kammer in Stuttgart aus.

### Metternichsches System

#### Innenpolitik und Deutscher Bund
Wie schon 1811 hatte Metternich in Hinblick auf die innere Gestaltung Österreichs und der neu erworbenen Gebiete weniger Erfolg als in der Außenpolitik. Er plädierte für ein Anknüpfen an ständische Strukturen und historische Landschaften, wie sie vor der Zeit des Absolutismus bestanden hatten. Damit – wie auch mit der Einführung einer nach Ressorts aufgeteilten Regierung – scheiterte er aber am strikten Widerstand von Franz I. Nur in Gebieten, die früher zum Rheinbund gehört oder der napoleonischen Herrschaft unterstanden hatten, gab es Ausnahmen. In Galizien, Lodomerien und Tirol wurden die alten landständischen Verfassungen wiederhergestellt. In Lombardo-Venetien kam es zur Schaffung eines Systems indirekt gewählter „Kongregationen“. In allen übrigen Reichsteilen gab es keine ständische Vertretung.
Dies widersprach der Bestimmung der Bundesakte, in der die Einführung von landständischen Verfassungen vorgesehen war. Metternich warb im Deutschen Bund in den Jahren 1817/18 unter Verweis auf Tirol und Galizien für die Einführung der alten landständischen Verfassungen als Ersatz für die modernen zentralen Parlamente. Wirkungsvoll unterstützt wurde er dabei durch die Schrift seines Vertrauten Gentz „Über den Unterschied zwischen den landständischen und den Repräsentativverfassungen“. In der Verfassungsfrage kam es dabei zu Absprachen mit dem preußischen Staatskanzler Karl August von Hardenberg. Der von beiden deutschen Großmächten ausgehende Druck wurde von den Mittelstaaten allerdings als Angriff auf ihre Souveränität empfunden. Die Folge war, dass sich einige Länder – angefangen mit Bayern und gefolgt von Baden – eine an der französischen Charte constitutionnelle von 1814 orientierte Verfassung gaben. Erst auf dem Troppauer Kongress Ende 1820 gelang es Metternich, diesen Trend zu stoppen. Die 1825 eingerichteten preußischen Provinziallandtage entsprachen dagegen seinen Vorstellungen.

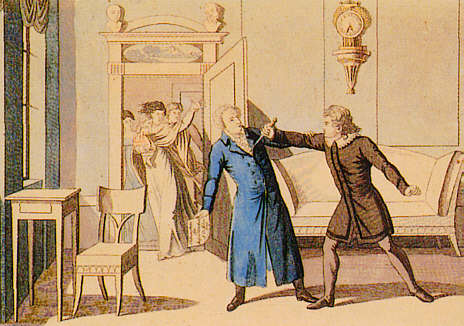
Die Ermordung von August von Kotzebue war für Metternich ein willkommener Anlass zum Kampf gegen die Opposition.

Der Kampf gegen alle Versuche, die bestehende politische und soziale Ordnung zu verändern, wurde zum zentralen Anliegen des so genannten Metternichschen Systems. Mit polizeistaatlichen Mitteln wie Zensur und Spitzelwesen wurde die vermeintliche und tatsächliche Opposition bekämpft. Dies beschränkte sich nicht nur auf Österreich, sondern Metternich war bestrebt, die restauratorische Unterdrückung auf das gesamte Gebiet des Deutschen Bundes auszudehnen. Die Ermordung des Dramatikers August von Kotzebue durch den Burschenschafter Karl Ludwig Sand war für Metternich eine willkommene Gelegenheit, um gegen die nationale und liberale Bewegung vorzugehen. An seinen Vertrauten Gentz schrieb Metternich am 23. April 1819 zu den Maßnahmen gegen die Burschenschafter: „Ich habe mich wahrhaft liberaler Worte bedienen können, um dem Ultraliberalismus Schranken zu setzen und es gehört zu meinem Glücke […], dass ich das Gebäude auf weimarschem Grund [gemeint ist ein Antrag des Herzogs von Weimar] und auf einem Beispiele, wie der vortreffliche Sand mir auf Unkosten des armen Kotzebue lieferte, ausschmücken kann.“ Insbesondere auf Metternichs Betreiben wurden 1819 die Karlsbader Beschlüsse erlassen und die Demagogenverfolgung eingeleitet. Die Tätigkeit der Burschenschaften wurde verboten, die Freiheit von Presse und Universitäten massiv eingeschränkt und die Verfassungsdiskussion zunächst beendet. Nicht zuletzt auf Metternich ging auch die Einrichtung der in Mainz ansässigen Zentraluntersuchungskommission als Mittel zum Kampf gegen die Opposition zurück.
Im Jahr 1820 war Metternich die dominierende Person bei der Wiener Ministerialkonferenz, auf der die Wiener Schlussakte als Ergänzung der Bundesakte beschlossen wurde. Dieses Dokument entsprach dabei im Kern den Intentionen Metternichs. Durchaus zum Erstaunen der süddeutschen Staaten wurden ihre Verfassungen darin anerkannt. Beschränkt wurde der Handlungsspielraum des Bundestages, der seither stärker weisungsgebunden war. Wichtig im Sinne von Metternichs Stabilitätspolitik war die Festschreibung des monarchischen Prinzips.

#### Äußere Beziehungen

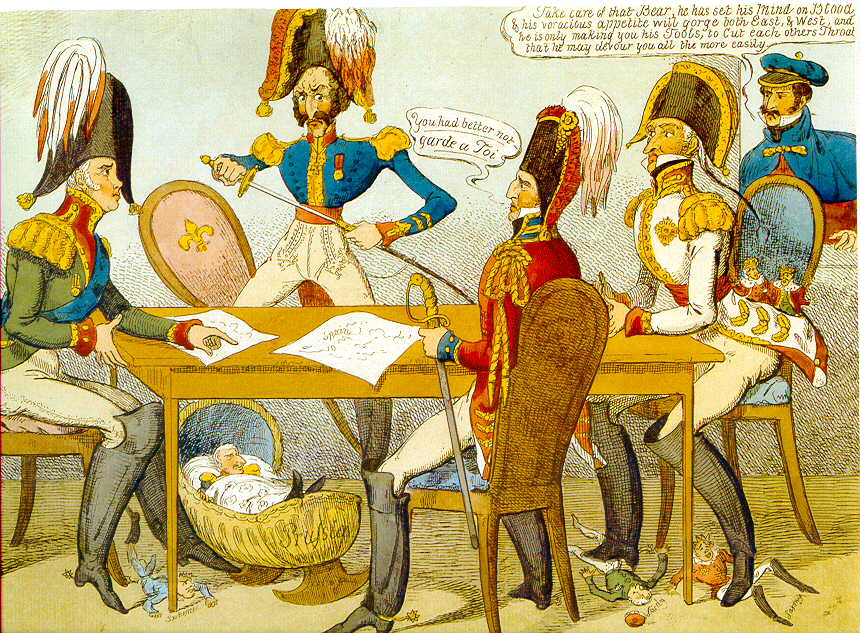
Zeitgenössische Karikatur des Kongresses von Verona (1822)

Metternich griff 1815 die Idee Alexanders I. einer Heiligen Allianz auf. Im Entwurf des Zaren ging es noch um eine vage „Verbrüderung der Völker“. Metternich formte diesen Text so um, dass die Allianz machtpolitisch wirksam zur Förderung der „Solidarität der Monarchen“ eingesetzt werden konnte. Die Mitglieder verpflichteten sich auf Basis des Christentums zur Wahrung der Legitimität und des monarchischen Prinzips. Die Heilige Allianz wurde zur Grundlage der Außenpolitik Metternichs und seiner Kongressdiplomatie. Auf dem Höhepunkt seines Einflusses bestimmte das „Metternichsche System“ die Politik in fast ganz Europa. Lediglich Großbritannien und der Kirchenstaat blieben der Heiligen Allianz fern.
Insbesondere auf den Konferenzen von Aachen (1818), Troppau (1820), Laibach (1821) sowie Verona (1822) setzte Metternich seine Vorstellungen durch.
Bei der Konferenz von Troppau war es Metternich gelungen, den Zaren von der Unterstützung konstitutioneller Verfassungen abzubringen. Er ließ sich von Metternich davon überzeugen, dass die revolutionäre Bewegung, die von den liberalen Umwälzungen in Spanien im Frühjahr 1820 ausgegangen war und inzwischen die italienische Halbinsel erreicht hatte, entschieden bekämpft werden müsse. Auf der Konferenz von Verona setzte Metternich durch, dass französische Truppen ab 1823 die Revolution in Spanien mit internationaler Zustimmung niederschlagen konnten. Der Beginn des Risorgimento in Italien wurde durch österreichisches Militär unterdrückt. Gegen die nationale Bewegung auch im österreichischen Italien ließ Metternich mit aller Härte vorgehen. Das Staatsgefängnis in der Festung Spielberg bei Brünn wurde zum Symbol dieser Unterdrückungspolitik.
Metternich stand in den frühen 1820er Jahren auf dem Höhepunkt seines Einflusses. Am 25. Mai 1821 wurde ihm die Würde des Haus-, Hof- und Staatskanzlers zuerkannt.

#### Erosion des außenpolitischen Systems Metternichs
Bereits in Troppau begann die Erosion des Metternichschen Systems der Außenpolitik. So wurden die dortigen Beschlüsse von Großbritannien bereits nicht mehr mitgetragen. Nach dem Selbstmord von Castlereagh begann England, sich aus dem Bündnissystem zu lösen. Nach Verona zerbrach das österreichisch-britische Bündnis. Großbritannien bekannte sich unter George Canning mit Blick auf die südamerikanische Unabhängigkeitsbewegung zum Selbstbestimmungsrecht der Völker. Damit war Metternich eine wichtige Basis für die Durchsetzung seiner Politik seit 1815 entzogen. In der Orientfrage, die mit der griechischen Unabhängigkeitsbewegung seit 1821 auf die internationale Tagesordnung kam, sah sich Metternich immer stärker in eine defensive und passive Rolle gedrängt. Als 1825 Zar Alexander I. starb und auch Preußen sich immer öfter gegen Metternich stellte, schien er seinen dominierenden europäischen Einfluss bereits eingebüßt zu haben.
Eine neue Situation trat ein, als es 1830 zur Julirevolution in Frankreich und, von England unterstützt, zur belgischen Revolution kam. Da Metternich auf die Veränderungen in Frankreich selbst keinen Einfluss nehmen konnte, erkannte er Louis Philippe relativ rasch als neuen französischen König an. Bei der staatlichen Neuordnung, die im Zuge der belgischen Revolution notwendig wurde, spielte nicht mehr Metternich, sondern Palmerston die zentrale Rolle.
Auf internationaler Ebene näherten sich die konservativen Mächte Preußen, Österreich und Russland erneut an, wobei nunmehr aber entgegen Metternichs Absichten Russland die führende Rolle zufiel. Zwar konnte die Allianz von Münchengrätz im Jahr 1833 noch einen machtpolitischen Ausgleich zwischen Österreich, Preußen und Russland schaffen, doch war bereits absehbar, dass spätestens mit der Thronbesteigung von Zar Nikolaus I. die Führungsrolle im Kreis dieser drei konservativen Staaten bei Russland lag. Dieses Bündnis wurde zum letzten Mal 1846 bei der Niederschlagung des Krakauer Aufstandes wirksam. Unterdessen schlossen sich England und Frankreich zur ersten Entente cordiale zusammen, die sich insbesondere auch gegen die metternichsche Interventionspolitik richtete.

### Vormärz

#### Deutscher Bund
Die von Metternich bekämpfte nationale und liberale Bewegung äußerte sich auch im Deutschen Bund und in Italien immer stärker in Form revolutionärer Aktivitäten. In Italien schlugen österreichische Truppen 1830 alle Revolten nieder. Offene Verfassungskonflikte gab es im Deutschen Bund beispielsweise im Königreich Hannover und in Kurhessen. Dies führte nach dem Hambacher Fest insbesondere auf Drängen Metternichs zu einer erneuten Verschärfung der politischen Repression in Deutschland. Auf Bundesebene geschah dies durch die Frankfurter Beschlüsse von 1832 und die Wiener Konferenzen von 1834. In Frankfurt wurde 1833 eine Zentraluntersuchungsbehörde und in Mainz ein Zentralinformationsbüro mit einem Netz aus Spitzeln errichtet. Metternich selbst ließ sich die Berichte regelmäßig vorlegen.
Für Metternich war der Deutsche Bund nun fast ausschließlich Instrument der politischen Repression. Andere Aufgaben wie die in Artikel 19 der Bundesakte festgeschriebene Schaffung eines einheitlichen Wirtschaftsraums wurden dagegen vernachlässigt. Die Forderung etwa von Friedrich List nach einem Zollverein bekämpfte Metternich, da sie von ihm als programmatisches Anliegen der nationalen Bewegung erkannt wurde. Konsequenterweise beteiligte sich Österreich nicht an den regionalen fiskalischen Zusammenschlüssen, der Vorstufe zum Deutschen Zollverein, sodass sich hier bereits eine Vorentscheidung für die kleindeutsche Lösung abzeichnete.

#### Österreich
In der österreichischen Innenpolitik musste sich Metternich vor allem seit 1826 die Macht mit dem dirigierenden Staats- und Konferenzminister Franz Anton von Kolowrat-Liebsteinsky teilen. Dieser hatte erheblichen Einfluss auf den Kaiser. Metternichs Idee einer Staatsreform durch die Einrichtung eines in klar abgegrenzte Ressorts gegliederten Staatsministeriums und eigener Verantwortlichkeiten der Minister scheiterte an Kolowrat-Liebsteinsky, der in Regierungsfragen ähnlich absolutistisch wie der Kaiser dachte. Darüber hinaus unterschieden sich die politischen Ziele Metternichs beträchtlich von denen Kolowrats. Für Letzteren stand die Sanierung der Staatsfinanzen ganz oben auf der politischen Agenda. Er war dabei durchaus erfolgreich und konnte einmal sogar einen ausgeglichenen Haushalt vorlegen. Seine Politik der Haushaltssanierung bedrohte aber auch die Ausgaben für das Militär. Damit kam er in Konflikt mit Metternich, der aus außenpolitischen Gründen auf eine starke Armee nicht verzichten zu können glaubte.
Metternich bestärkte Kaiser Franz I. darin, den Erzherzog Ferdinand als Thronfolger einzusetzen, obwohl dieser als unfähig und geistesschwach galt. In seinem Testament hob Franz I. zum einen die bedeutende Rolle des Erzherzogs Ludwig in Staatsgeschäften hervor, verwies den Thronfolger zum anderen aber an Metternich. „Übertrage auf den Fürsten Metternich, Meinem treusten Diener und Freund, das Vertrauen, welches Ich ihm während einer so langen Reihe von Jahren gewidmet habe. Fasse über öffentliche Angelegenheiten wie über Personen keine Entschlüsse, ohne ihn darüber gehört zu haben.“
Neben dem Prinzip der Legitimität spielten bei der Durchsetzung Ferdinands auch machtpolitische Aspekte für Metternich eine Rolle. Er wollte die Gelegenheit eines entscheidungsschwachen und leicht beeinflussbaren Regenten nutzen, um gestützt auf das kaiserliche Testament auch in der Innenpolitik den entscheidenden Einfluss zu erlangen und die von ihm als notwendig erachteten Reformen durchzusetzen.
Als Franz 1835 starb, versuchte Metternich, dieses Ziel umzusetzen. In Vertretung des neuen Kaisers Ferdinand regierte seit 1836 eine Geheime Staatskonferenz Österreich. An ihre Spitze hatte der alte Kaiser testamentarisch nicht Metternich, sondern den Erzherzog Ludwig von Österreich-Toskana berufen. Metternich und Kolowrat gehörten neben Erzherzog Franz Karl von Österreich als weitere Mitglieder dem Gremium an, das bald als „Greisenregiment“ verspottet wurde.
Zum Kern des Metternichschen Reformplans gehörte noch einmal der Umbau der Staatsspitze. Die Staatskonferenz sollte als Exekutivkabinett arbeiten. Ihr sollten unter seinem eigenen Vorsitz die Erzherzöge angehören. Daneben sollte ebenfalls unter seinem Vorsitz ein Reichsrat aus den Ministern und hohen Ministerialbeamten treten. Wäre dies umgesetzt worden, hätte ihm auch sein Konkurrent Kolowrat-Liebsteinsky unterstanden. Dieser erkannte die Bedrohung seiner Position aber sofort und versicherte sich der Unterstützung des Erzherzogs Johann. Außerdem stellte er Metternich in der Öffentlichkeit als reaktionär hin und stilisierte sich selbst zur liberal gesinnten Persönlichkeit. Dazu bediente er sich unter anderem Metternichs Plans einer Wiederzulassung der Jesuiten. Metternich glaubte, so das für den Erhalt des Staates als wichtig angesehene Bündnis mit der katholischen Kirche stärken zu können. Kolowrat-Liebsteinsky gelang es, unter den Erzherzögen eine Mehrheit gegen Metternich zustande zu bringen und die Staatsreform so zu verhindern. Es blieb bei der Struktur der Staatskonferenz, in der Metternich sich im Zweifel gegen Kolowrat-Liebsteinsky nicht durchsetzen konnte. Auf dessen Widerstand stieß etwa auch Metternichs Bereitschaft, sich dem Zollverein anzuschließen, um ein Herausdrängen Österreichs aus Deutschland zu verhindern. Dasselbe geschah, als Metternich in den 1840er Jahren eine Reform der ungarischen Verfassung in die Wege zu leiten versuchte.
Ein entscheidender Nachteil für Metternich war, dass er sich in den zurückliegenden Jahrzehnten viele Erzherzöge und andere wichtige Persönlichkeiten in der Kaiserfamilie wie die Kaiserinwitwe Karoline Auguste zu Gegnern gemacht hatte. Sie und andere Akteure ließen sich leicht von Metternichs innenpolitischen Konkurrenten beeinflussen. Ein gutes Verhältnis hatte er lediglich zu Erzherzog Joseph, dem Palatin von Ungarn. In der Folge beschränkte sich sein Einfluss überwiegend auf die Außenpolitik.

### Sturz

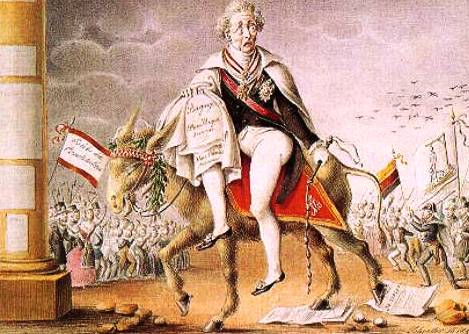
Flucht Metternichs (zeitgenössische Karikatur, März 1848)

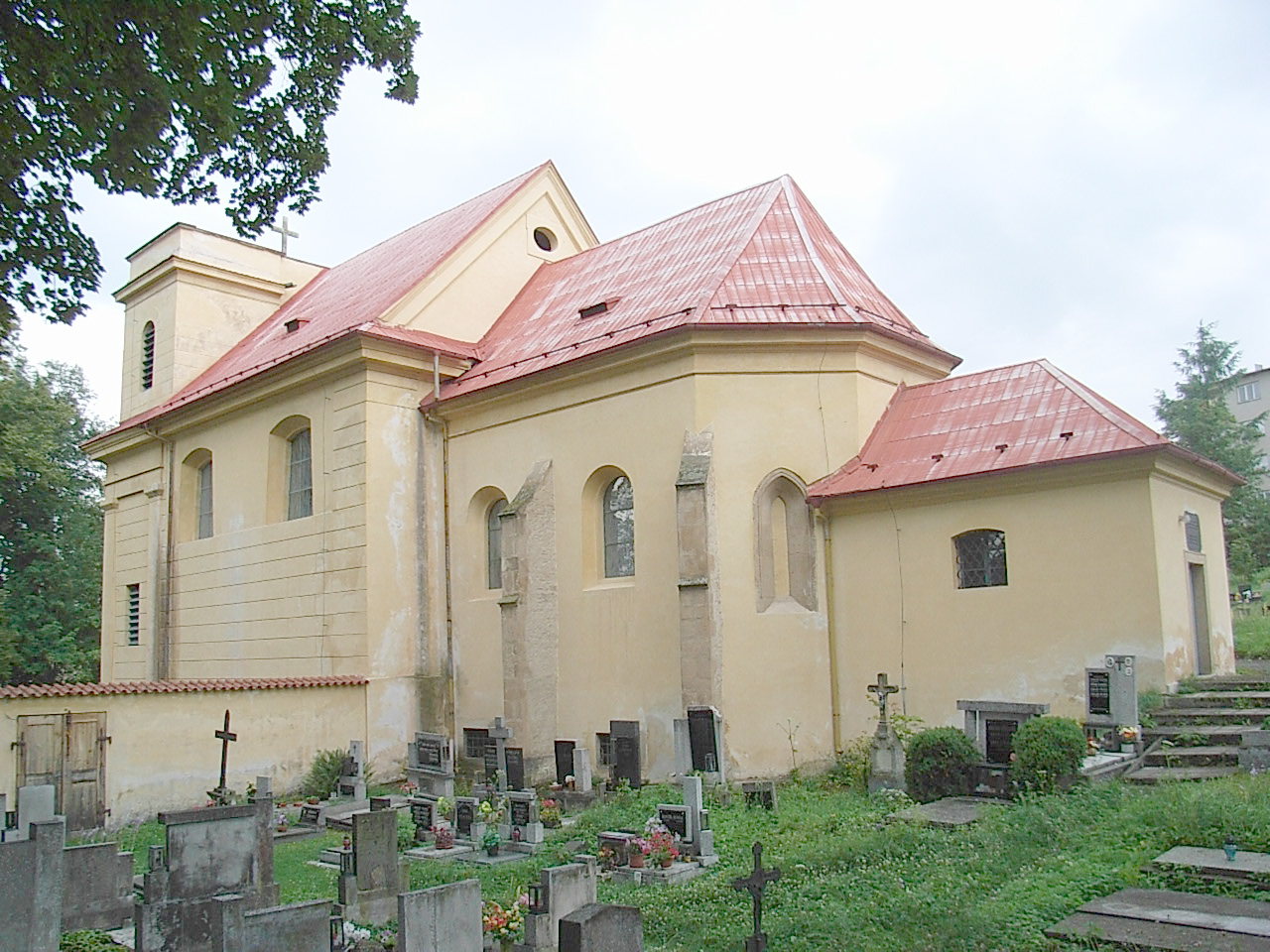
Friedhofskirche St. Wenzel in Plasy, Grablege Metternichs

Obwohl Metternich sich teilweise gegen bestimmte Repressionsmaßnahmen des Polizeipräsidenten Sedlnitzky wandte, galt er in der Öffentlichkeit als Verkörperung der antiliberalen und antinationalen Kräfte. Dagegen wurde Kolowrat, der während der Zeit des Vormärz in wesentlich stärkerem Maße für die politische Repression in Österreich verantwortlich war, infolge seiner geschickten politischen Stilisierung von der öffentlichen Meinung geradezu als liberal angesehen.
Im Schweizer Sonderbundskrieg von 1847 trat Metternich für eine Unterdrückung der protestantisch-liberalen Kantone ein. Der Sieg der liberalen Kräfte bedeutete für Metternich eine schwere Niederlage.
Im Verlauf der liberalen Märzrevolution in Österreich und den meisten anderen Staaten des Deutschen Bundes (Deutsche Revolution 1848/1849) und vor dem Hintergrund der Umwälzungen in weiteren europäischen Monarchien gelang es der revolutionären Bewegung in Wien, Metternich am 13. März 1848 zum Rücktritt und zum Verlassen des Landes zu zwingen. Er floh nach London, kehrte aber bereits 1851 nach Wien zurück.
Im selben Jahr schrieb er an seinen Memoiren, die jedoch von vielen faktenwidrigen Behauptungen und falschen Daten und Zahlen durchzogen sind.
Bis zu seinem Tode beriet er die österreichische Regierung unter Kaiser Franz Joseph I., der im Dezember 1848 den Thron bestiegen hatte. Auf die Ära Metternichs folgte damit nach der Zäsur von 1848 unmittelbar die Ära Franz Josephs, der bis 1916 regierte.
Fürst Metternichs letzte Ruhestätte befindet sich in Böhmen auf seinem Gut, dem ehemaligen Kloster Plass.

### Privatleben

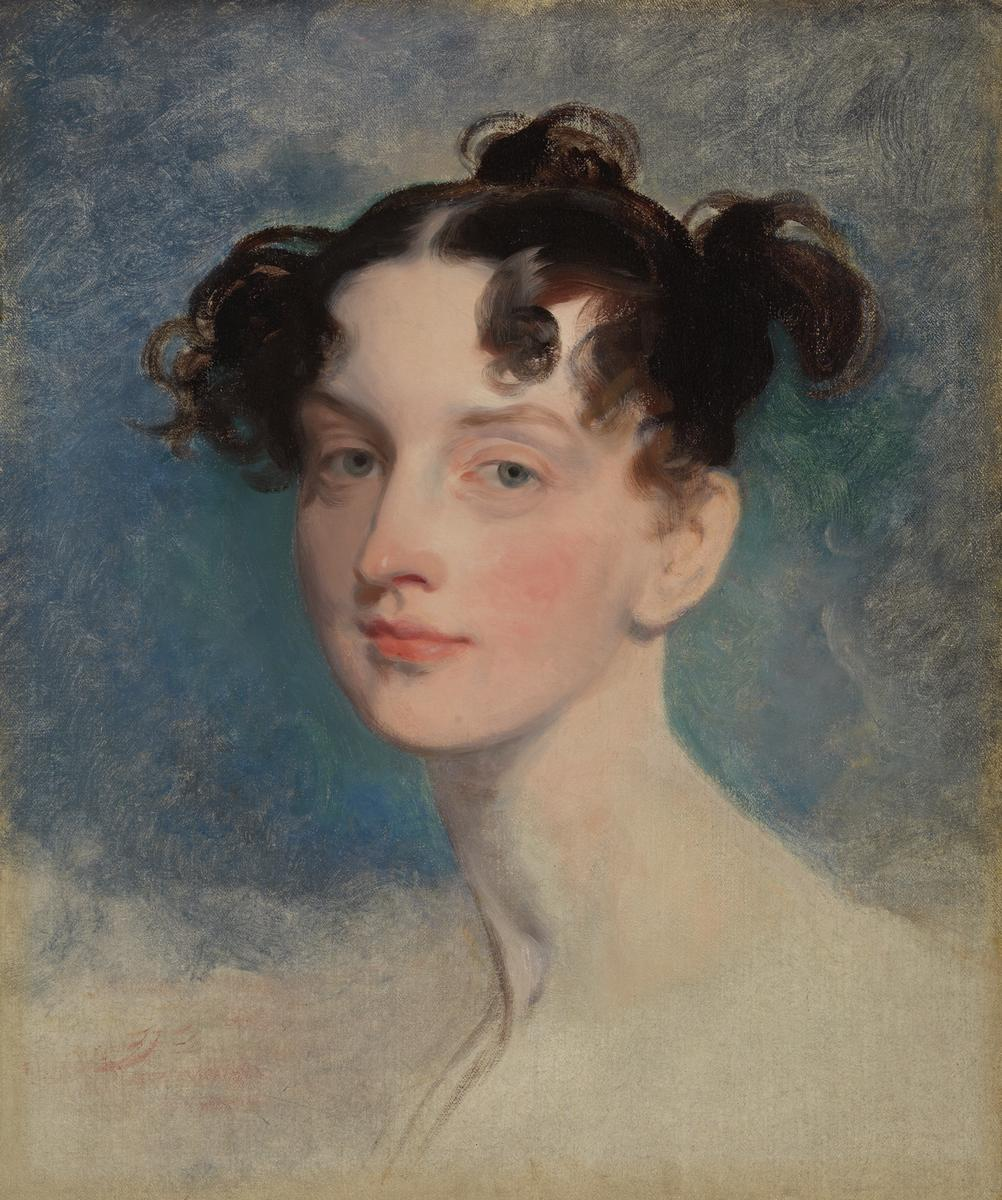
Seit etwa 1818 mit Metternich liiert: Fürstin Dorothea von Lieven

#### Ehen und Nachkommen
Fürst Metternich war dreimal verheiratet:
- (1795) Gräfin Maria Eleonore von Kaunitz-Rietberg (1775–1825), einer Enkelin von Wenzel Anton von Kaunitz-Rietberg (1711–1794), mit der er sieben Kinder hatte:[29]
  - Prinzessin Maria Leopoldina von Metternich-Winneburg (1797–1820) ⚭ Graf József Esterházy de Galántha
  - Graf Franz Karl Johann Georg von Metternich-Winneburg (1798–1799)
  - Graf Clemens Eduard von Metternich-Winneburg (*/† 1799)
  - Erbprinz Viktor von Metternich-Winneburg (1803–1829)
  - Prinzessin Clementine Marie Octavie von Metternich-Winneburg (1804–1820)
  - Prinzessin Leontine Adelheid Maria Pauline von Metternich-Winneburg (1811–1861) ⚭ Graf Móric Sándor de Szlavnicza
  - Prinzessin Hermine Gabriele Marie Eleonore Leopoldine von Metternich-Winneburg (1815–1890)

Die Beziehung zu Maria Eleonore war durchaus von Liebe geprägt, wie die Korrespondenz zwischen beiden zeigt, auch wenn Metternich später von einer Vernunftehe sprach. Sicher erleichterte die Ehe mit der Enkelin des berühmten Staatskanzlers seinen Einstieg in den kaiserlichen diplomatischen Dienst und förderte seine Stellung bei Hofe.
- (1827) Freiin Maria Antonia von Leykam (1806–1829), Tochter des Diplomaten und Komponisten Christoph Ambros Freiherr von Leykam († 1830) und einer bürgerlichen Sängerin (was in Metternichs Umfeld Irritationen hervorrief).[30] Sie bekam einen Sohn und starb im Kindbett:
  - Fürst Richard Klemens von Metternich-Winneburg (1829–1895), Diplomat, ⚭ seine Nichte Pauline Gräfin Sándor, Tochter der Prinzessin Leontine

- (1831) Gräfin Melanie Zichy-Ferraris (1805–1854), Tochter des Feldmarschalls Graf Franz Zichy-Ferraris.[4] Sie hatten fünf Kinder:
  - Prinzessin Melanie von Metternich-Winneburg (1832–1919) ⚭ Graf Joseph Zichy
  - Prinz Clemens von Metternich-Winneburg (*/† 1833)
  - Fürst Paul Clemens Lothar von Metternich-Winneburg (1834–1906) ⚭ seine Cousine Gräfin Melanie Zichy-Ferraris (1843–1925)
  - Prinzessin Maria von Metternich-Winneburg (*/† 1836)
  - Prinz Lothar von Metternich-Winneburg (1837–1904) ⚭ (21. April 1868) Karoline Anna Rosalia Johanna Reitter[31] ⚭ Gräfin Karoline Franziska Mittrowsky von Mittrowitz

#### Außereheliche Affären
Metternich war in seinem Privatleben noch ganz vom 18. Jahrhundert mit seinem konventionalen Eheverständnis und aristokratischer Libertinage geprägt und hatte zeitlebens zahlreiche Affären mit Damen der Gesellschaft, aus denen auch einige uneheliche Kinder hervorgingen. Im Zuge der Ausbreitung des bürgerlichen Familienideals und der allgemeinen „Entsinnlichung“ in der ersten Hälfte des 19. Jahrhunderts stieß dieser Lebenswandel bei seinen bürgerlichen Kritikern häufig auf Missbilligung und bildete einen willkommenen Anlass zur Verurteilung Metternichs als einer reaktionären und unmoralischen, dem sittlichen Neubeginn einer neuen Zeit widerstrebenden Gestalt.
Metternich hatte unter anderem Beziehungen mit der Herzogin Wilhelmine von Sagan, mit der Fürstin Dorothea von Lieven und mit der Fürstin Katharina Bagration. Mit der Letzteren hatte er eine uneheliche Tochter, Prinzessin Marie Klementine Bagration (1810–1829; vom Ehemann der Mutter legitimiert). Ein weiterer unehelicher Sohn aus einer Liaison mit Elisabeth Hafenbredel (1788–1862) war der österreichische Diplomat Alexander von Hübner.

## Historiographie und Beurteilung

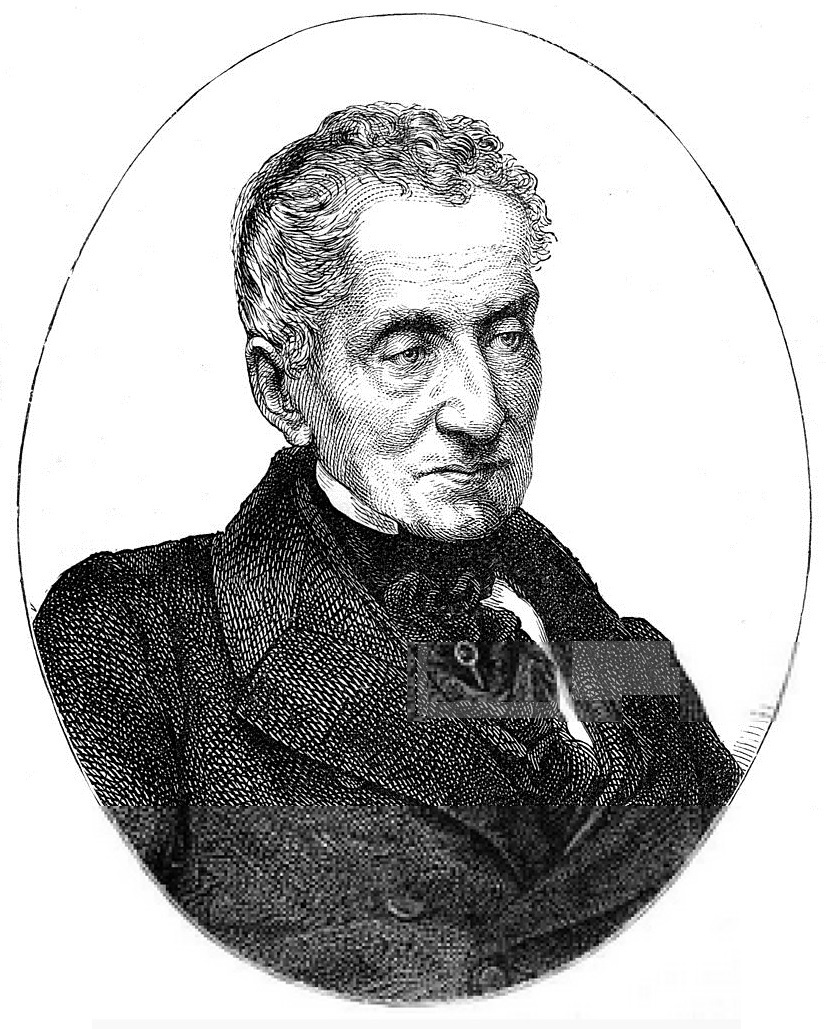
Metternich im Alter (von Hugo Bürkner). Der Stich ist der letzten Fotografie Metternichs nachempfunden, die sich im Besitz der Familie Metternichs befand.

Das Urteil der Historiographie über Metternich war im 19. bis weit ins 20. Jahrhundert hinein von den politischen Standpunkten der jeweiligen Historiker bestimmt. Ein zentrales Problem bei der Beurteilung Metternichs liegt darin, dass seine politischen Ziele bereits zu seinen Lebzeiten, spätestens seit Mitte des 19. Jahrhunderts obsolet wurden.
Die Liberalen des 19. Jahrhunderts betrachteten Metternich als seichten Höfling, glatten Diplomaten und Feind der nationalen Bewegung, als Fürstendiener und Unterdrücker der Völker. Besonders scharf lehnte der kleindeutsch eingestellte Heinrich von Treitschke Metternich ab. Dagegen rechnete Heinrich Heine es dem Politiker hoch an, dass er nie in nationalistisches und antijüdisches Pathos verfallen sei und sich 1814/15 für die Jüdische Emanzipation eingesetzt hatte. Dabei war Heine selbst von Metternichs repressiven Maßnahmen betroffen und musste deswegen ins Exil gehen. Doch er schrieb, Metternich habe „nie in der Angst seines Herzens den Demagogen gespielt, er hat nie Arndts Lieder gesungen und dabei Weißbier getrunken, er hat nie auf der Hasenheide geturnt, er hat nie pietistisch gefrömmelt“. Bei aller Gegensätzlichkeit wird Metternich in diesen Urteilen als nüchterner Realpolitiker erkennbar, dem idealistische Übertreibung unangenehm war: „Nur kein Pathos“ schrieb er einmal unter sein Bild.
Nur allmählich löste sich die Metternichforschung von allzu ideologischen Betrachtungsweisen. Nach wie vor ist die zweibändige Biographie von Heinrich von Srbik aus dem Jahre 1925 unentbehrlich. Dieser beschrieb Metternichs Politik als „System“, obwohl dieser selbst eine solche Bezeichnung ausdrücklich abgelehnt hatte. Srbik sah Metternich als Konservativen aus vorrevolutionärer Zeit, der auf die Verteidigung des monarchisch-ständischen gegenüber dem revolutionär-egalitären Prinzip abzielte. Auch wenn er die „reine Monarchie“ propagierte und das konstitutionelle System ablehnte, war er nach Srbik doch auch Feind einer monarchischen Willkürherrschaft. Die legitime Herrschaft des Monarchen war für Metternich vielmehr an das Recht gebunden.
Trotz aller Relativierung früherer ideologisch gefärbter Urteile kommt auch die neuere Forschung zu einem zwiespältigen, insgesamt meist eher kritischen Bild Metternichs.
Golo Mann beschrieb Metternich als einen „Mann der alten Schule. Schön, eitel, gebildet und klug; vergnügt und genußsüchtig für seine Person, aber pessimistisch als Staatsmann und nur auf die Verteidigung des Bestehenden bedacht.“ Metternich war „Feind jeder Bewegung, jedes möglichen, merklichen Fortschrittes. […] Der österreichische Kaiserstaat konnte nicht bestehen, wenn sie [Volkssouveränität, Nationalstaat und konstitutionelle Monarchie] triumphierten.“ Mann betonte aber auch die Verdienste Metternichs. Er sah danach die zerstörerische Wirkung des Nationalismus voraus und hatte einen Sinn für die gemeinsame europäische Verantwortung. Ihm war 1814 ein vernünftiger Frieden zu verdanken. „Tolerant und freundlich, wenn auch lieblos von Hause aus, wurde er grausam aus Staatsräson.“ Durch seine „angstvolle Defensive“ habe Metternich „manches erst tragisch gemacht, was, hätte man ihm nur seinen natürlichen Verlauf gelassen, am Ende gar nicht so furchtbar gewesen wäre“. Golo Mann schließt, dass bei Metternich letztlich das Soll größer sei als das Haben.
Manfred Botzenhart meint, wenn Metternich auch den Systembegriff ablehnte, sprach er doch von „politischen Prinzipien“, die für ihn den gleichen Geltungsanspruch hatten wie die Naturgesetze. Eben die Befolgung dieser Prinzipien sei in der Zeit nach 1789 nicht beachtet worden. Grundlage restaurativer Politik sei der Versuch gewesen, sich neu auf diese Prinzipien zu besinnen, nicht einfach die alten Zustände wiederherzustellen. Folgt man Botzenhart, so lag Metternichs Ziel darin, Frieden, Recht und Ordnung sowie Stabilität und Sicherheit in Europa zu stiften und zu bewahren. Die Idee der Freiheit spielte bei Metternich dagegen keine Rolle. Je länger, je mehr wurde der Kampf gegen die Revolution für Metternich zum beherrschenden Motiv. „Metternichs System“ war ein System der Defensive gegen die vorwärtsdrängenden sozialen und politischen Kräfte. Er war aber kein Ideologe, und als politischer Pragmatiker versuchte er sich an die Gegebenheiten anzupassen, ohne seine Prinzipien aufzugeben. Botzenhart: „Unfähig war er jedoch zu konstruktivem, schöpferischem Handeln. Er hat es einmal als Aufgabe staatsmännischer Politik bezeichnet, Ströme, die man nicht aufhalten könne, in das Bett ruhiger und segensreicher Evolution zu leiten – eben hierzu war er jedoch nicht imstande.“
Karl Otmar von Aretin weist Metternich große Verdienste für die Sicherung des Friedens zu. Seine Rolle für die innere Entwicklung Österreichs beurteilt Aretin hingegen äußerst kritisch. Die zu Metternichs Zeit unterlassenen Wirtschafts- und Verfassungsreformen in Österreich waren ein später nicht mehr nachzuholendes Versäumnis. Auch wenn insbesondere der Kaiser sich dagegen gesperrt hat, kommt Metternich insofern eine Mitverantwortung zu, als er die Notwendigkeiten von Veränderungen durchaus erkannte, aber im Zweifelsfall den Weg des geringsten Widerstandes ging. Teilweise – wie im Fall des Aufbaus eines umfassenden politischen Überwachungssystems durch Kolowrat und Sedlnitzky – hat Metternich nichts dagegen unternommen und stattdessen das Vorgehen sogar als eigene Leistung dargestellt. „Vorwiegend diplomatisch begabt, fehlte ihm die Entschlossenheit und der Mut, die Rolle des großen österreichischen Staatsmannes zu übernehmen, deren Notwendigkeit niemand so klar erkannte wie er selbst.“ In Hinblick auf den Deutschen Bund und Europa urteilt Aretin, Metternich sei ein typischer Vertreter der Kabinettspolitik gewesen, der geglaubt habe, durch administrative Maßnahmen die von den demokratischen und nationalen Ideen ausgehenden Gefahren meistern zu können. Metternichs dominante Gestalt habe über mehr als zwei Jahrzehnte die insgesamt schwache Basis für Österreichs Weltgeltung überdeckt. „Er ist schließlich an dieser Diskrepanz gescheitert. Sein Einfluss auf Deutschland erwies sich insofern als verhängnisvoll, als es in den Jahren seiner Amtszeit den Anschluss an den freiheitlich gesinnten Westen verlor.“

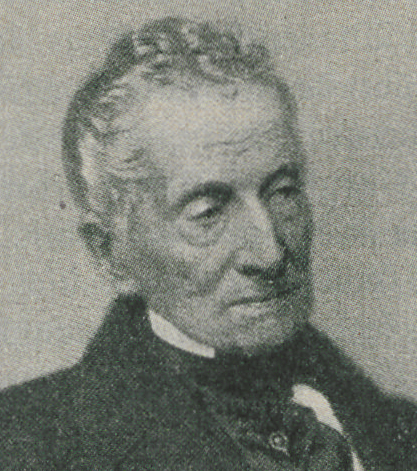
„Letzte Photographie Metternichs“

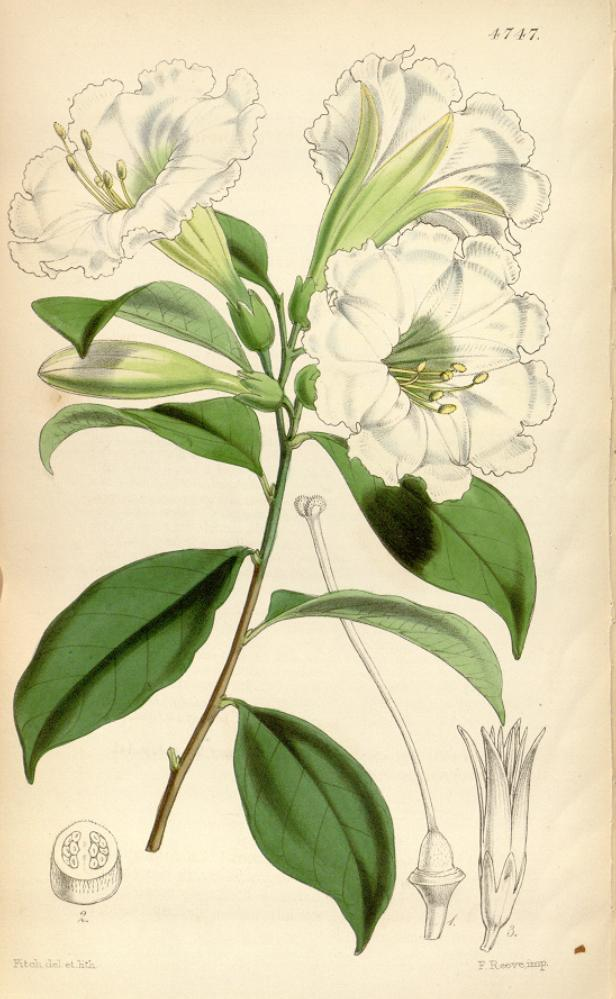
Metternichia principis, Illustration

## Diverses
Metternich hatte großes Interesse an der Erfindung der Fotografie. Als zu Jahresbeginn 1839 in Paris die neue Technik der Daguerreotypie vorgestellt wurde, wies der damalige österreichische Staatskanzler seinen Pariser Botschafter wenige Tage nach Bekanntwerden der Nachricht an, alle verfügbaren Informationen darüber zusammenzutragen. Im Juli 1839 schickte Louis Daguerre zwei Aufnahmen nach Wien, die er mit einer handschriftlichen Widmung an Metternich versehen hatte. Diese Daguerreotypien aus Metternichs Besitz, die Stilllebenmotive zeigen, werden heute im Wiener Kunstmuseum Albertina beziehungsweise im Nationalen Technikmuseum in Prag aufbewahrt.
Die Sektmarke Fürst von Metternich der Söhnlein Rheingold Sektkellerei ist nach ihm benannt. Die verwendeten Trauben der Rebsorte Riesling wachsen in den Weingärten von Schloss Johannisberg im Rheingau. Das Schloss samt Weingütern war Metternich im Jahr 1816 vom österreichischen Kaiser Franz I. zum Dank für seine Dienste geschenkt worden. Auf dem Flaschenetikett ist das bekannte Metternich-Porträt von Thomas Lawrence abgebildet. 
Im Jahr 1871 wurde in Wien-Landstraße (3. Bezirk) die Metternichgasse nach ihm benannt. Nach Fürst Metternich benannt ist auch eine Pflanze aus der Familie der Nachtschattengewächse (Solanaceae): Metternichia principis J.C.Mikan. Sie kommt in Brasilien vor. Nach seiner dritten Ehefrau, Melanie Fürstin von Metternich (Molly Zichy-Ferraris) ist die Pflanzengattung Zichya Hügel mit der Art Zichya molly aus der Familie der Korbblütler (Asteraceae) benannt.
Der spätere US-Außenminister Henry Kissinger beschäftigte sich in seinem ersten Buch A World Restored: Metternich, Castlereagh and the Problems of Peace 1812–1822 eingehend mit der Außenpolitik Metternichs. Häufig wird Kissinger nachgesagt, bei seinen Vorstellungen von „Realpolitik“ und „politischem Realismus“ Metternich zu seinem eigenen Vorbild erhoben zu haben, was Kissinger selbst jedoch bestritt.

### Biographien
- Karl Otmar Freiherr von Aretin: Clemens Graf von Metternich-Winneburg. In: Neue Deutsche Biographie (NDB). Band 17, Duncker & Humblot, Berlin 1994, ISBN 3-428-00198-2, S. 236–243 (Digitalisat).
- Paul Bailleu: Metternich, Clemens Fürst von. In: Allgemeine Deutsche Biographie (ADB). Band 23, Duncker & Humblot, Leipzig 1886, S. 777–802.
- Muamer Bećirović: Clemens Wenzel von Metternich oder Das Gleichgewicht der Mächte. Eine politische Biografie. Osburg Verlag, Hamburg 2024, ISBN 978-3-95510-340-8.
- Egon Caesar Conte Corti: Metternich und die Frauen. Nach meist bisher unveröff. Dokumenten. Europa Verlag, Wien/Zürich (2 Bände, 1948/1949; Band 1: Von der französischen Revolution bis zum Wiener Kongress, 1789–1815, Band 2: Vom Sturze Napoleons bis zu des Kanzlers Lebensende; Neuauflage bei Kremayr und Scheriau, Wien 1977, ISBN 3-218-00306-7).
- Humbert Fink: Metternich Staatsmann, Spieler, Kavalier. Eine Biographie. Knaur Taschenbuch 2420; 1993, ISBN 3-426-02420-9.
- W. Goldinger: Metternich-Winneburg Klemens Wenzel Lothar Fürst. In: Österreichisches Biographisches Lexikon 1815–1950 (ÖBL). Band 6, Verlag der Österreichischen Akademie der Wissenschaften, Wien 1975, ISBN 3-7001-0128-7, S. 249 f. (Direktlinks auf S. 249, S. 250).
- Friedrich Hartau: Clemens Fürst von Metternich. mit Selbstzeugnissen und Bilddokumenten. In: Rowohlts Monographien. Band 250. Rowohlt, Reinbek bei Hamburg, ISBN 3-499-50250-X (1977/1984/1991).
- Gerhard Oestreich: Klemens Fürst von Metternich. In: Hermann Heimpel, Theodor Heuss, Benno Reifenberg (Hrsg.): Die großen Deutschen. Deutsche Biographie in fünf Bänden. Prisma, Gütersloh 1978 (Nachdruck der Ausgabe von Ullstein, Frankfurt am Main/Berlin/Wien 1966), S. 502–517.
- Alan Palmer: Metternich, der Staatsmann Europas. Claassen, Düsseldorf 1977, ISBN 3-546-47346-9.
- Guillaume de Bertier de Sauvigny: Metternich – Staatsmann und Diplomat im Zeitalter der Restauration. Diederichs, München 1996, ISBN 3-424-01341-2 (Lizenz des Verlages Katz, Gernsbach 1988).
- Bernd Schremmer: Metternich – Kavalier und Kanzler. Mitteldeutscher Verlag, Halle/Leipzig 1990, ISBN 3-354-00622-6.
- Gerhard Seewann: Metternich-Winneburg, Klemens Lothar Graf, in: Biographisches Lexikon zur Geschichte Südosteuropas. Bd. 3. München 1979, S. 168–172.
- Wolfram Siemann: Metternich. Stratege und Visionär. Eine Biografie. Beck, München 2016, ISBN 978-3-406-68386-2. (aktuelles Standardwerk; Mehrfachbesprechung bei sehepunkte und Review Symposium bei H-Soz-Kult)
- Wolfram Siemann: Metternich. Staatsmann zwischen Restauration und Moderne. Beck, München 2010, ISBN 978-3-406-58784-9. (Rezension)
- Wolfram Siemann: Clemens Fürst Metternich als „Politiker ohne Amt“. In: Michael Epkenhans, Ewald Frie (Hrsg.): Politiker ohne Amt. Von Metternich bis Helmut Schmidt (= Otto-von-Bismarck Stiftung Wissenschaftliche Reihe, Band 28). Schöningh, Paderborn 2020, ISBN 978-3-506-70264-7, S. 27–40.
- Alan Sked: Metternich and Austria. An Evaluation. Palgrave Macmillan, New York 2008, ISBN 978-1-4039-9114-0.
- Heinrich von Srbik: Metternich – Der Staatsmann und der Mensch. 3 Bände, Bruckmann, München 1957 (Originalausgabe 1925–1954; älteres Standardwerk).
- Rainer Lahme: Klemens Wenzel Nepomuk Lothar von Metternich. In: Biographisch-Bibliographisches Kirchenlexikon (BBKL). Band 5, Bautz, Herzberg 1993, ISBN 3-88309-043-3, Sp. 1388–1399 (Artikel/Artikelanfang im Internet-Archive).